# Преступность и правосудие в средневековом Львове

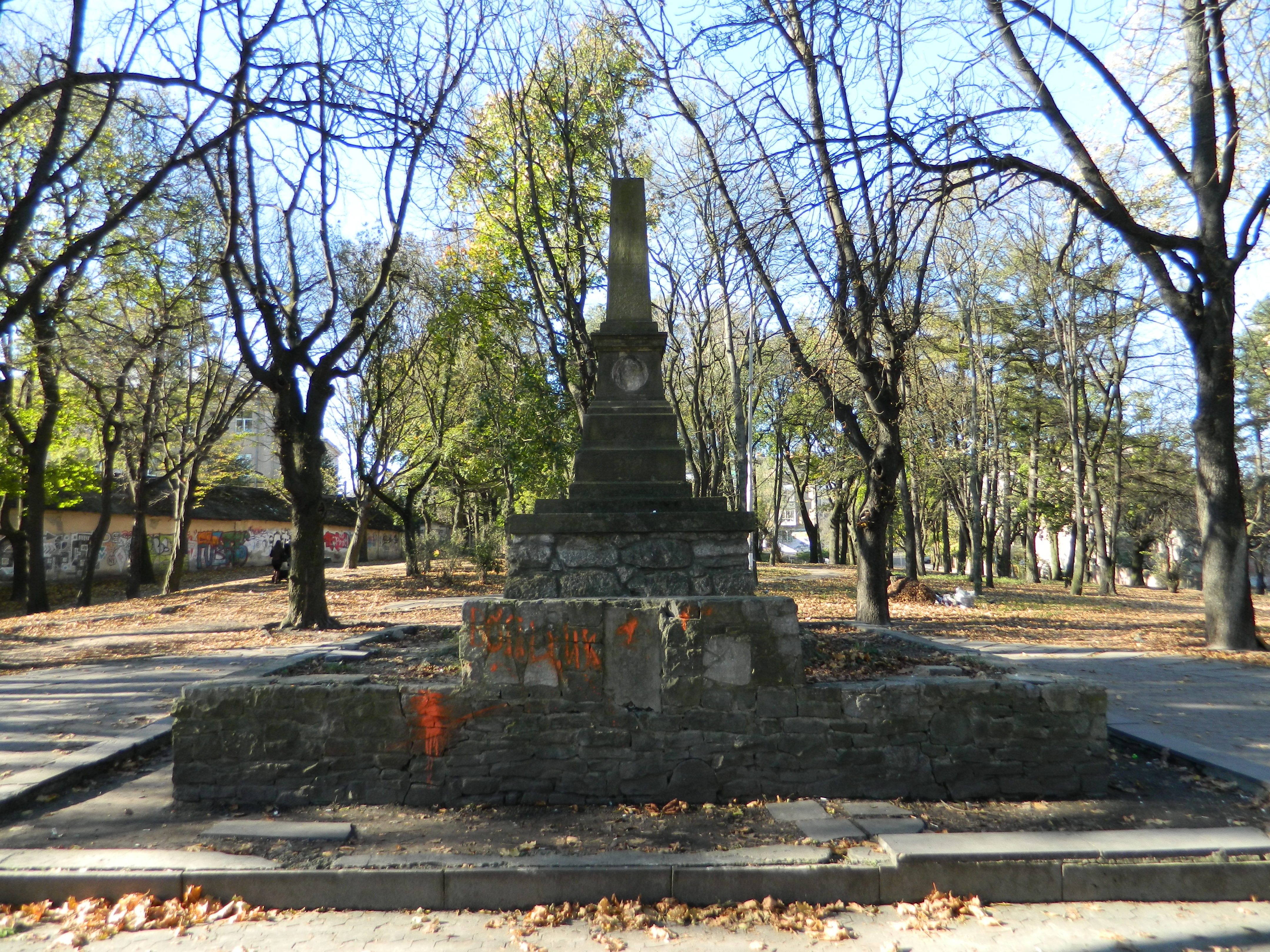
Сквер и памятный знак на месте средневековой Горы казней

Преступность и правосудие в средневековом Львове занимали заметное место в общественной жизни горожан и служили темой для постоянного интереса обывателей. Богатый торговый город Львов привлекал не только иностранных купцов и ремесленников, но и преступников всех мастей. Однако преступный мир средневекового Львова, имевший свои региональные особенности, отличался неприязнью к немотивированной жестокости. Тяжёлые криминальные преступления были скорее исключением из правил, причём совершали их преимущественно представители шляхты и приезжие элементы. Самыми распространёнными правонарушениями были мошенничество, подделка монет и различных товаров, азартные игры, хулиганство, кражи и проституция. Уровень преступности рос в периоды войн, экономических кризисов и политической нестабильности, которые, как правило, сопровождались социальными волнениями и падением морали.
Львовский магистрат состоял из городского совета (rada или рада) и городского суда (лава), занимавшегося преимущественно криминальными делами. Хотя совет был административным органом, нечёткость законодательства часто приводила к тому, что его функции пересекались с функциями суда. Члены городского совета (райцы или консулы) осуществляли полицейский надзор, распределяли городские земли, сдавали в аренду имущество города и его прибыльные сферы деятельности, устанавливали налоги, принимали в городское право (гражданство) и решали споры, которые не требовали привлечения свидетелей. Кроме того, бургомистр (бурмистр или проконсул) и райцы боролись с азартными играми, следили за торговцами, чтобы те не обманывали и не обвешивали покупателей, и ценами, чтоб не наживались перекупщики. Райцы не получали денег за свою работу, которая считалась почётной, однако они не платили королевских и городских налогов за свою недвижимость, были освобождены от ряда повинностей и получали различные подарки. Бургомистры имели право самостоятельно чинить суд и разрешать споры, причём даже у себя дома, через них подавались просьбы и апелляции в королевскую канцелярию.

## Преступность

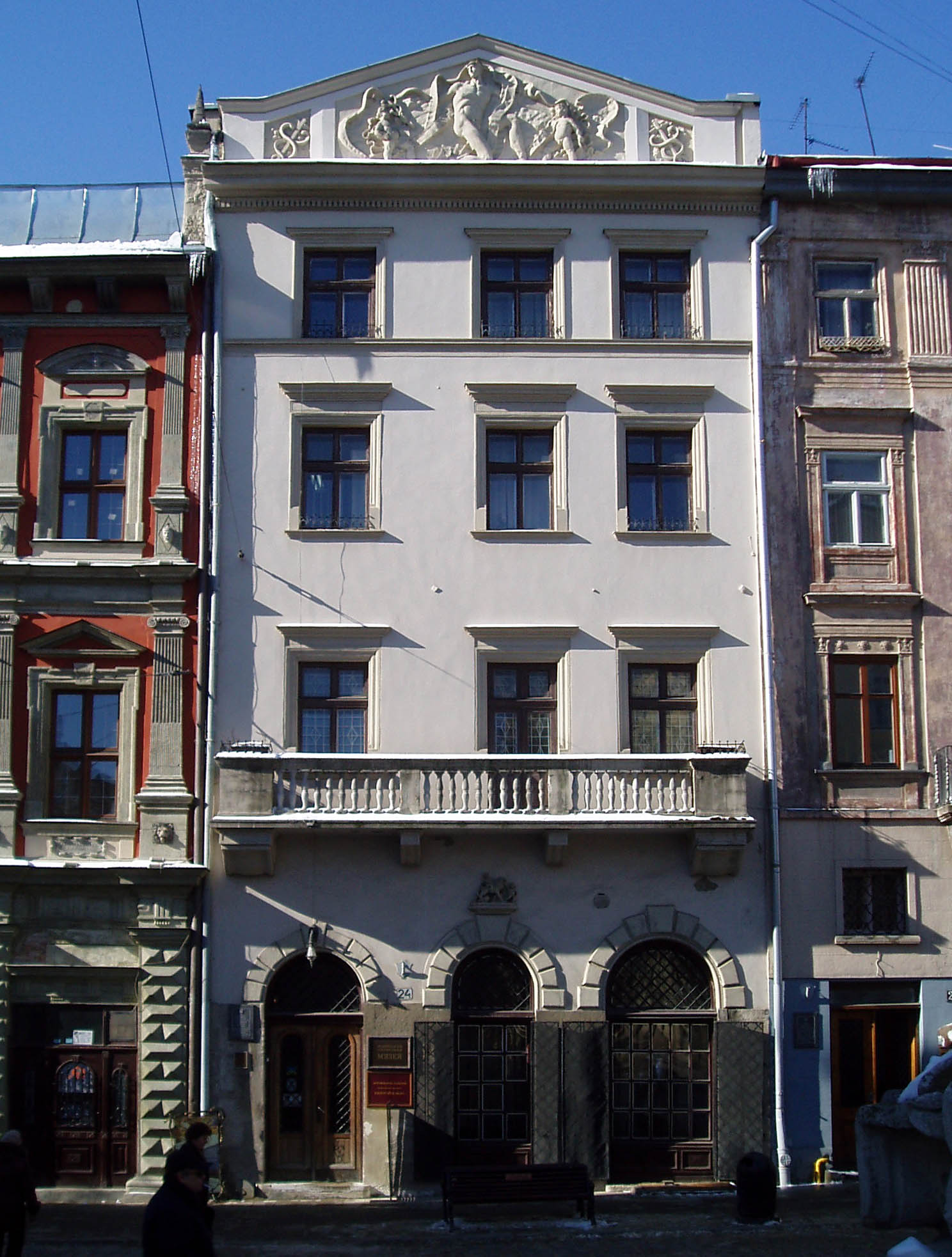
Массаровская каменица

Законодательство XIV—XVI веков различало преступления, совершённые против магистрата и Церкви (богохульство, ересь, колдовство), против жизни и здоровья горожан (убийство, разбой, нанесение телесных повреждений), против общественной морали (проституция, содомия, изнасилование и двоежёнство). Наиболее распространёнными в средневековом Львове были имущественные преступления (кражи, грабежи, мошенничества и невозвращение долгов), после которых следовали преступления против веры. Богохульством священники объясняли появление голода, эпидемий и венерических болезней, строго наказывая виновных, вплоть до сжигания на костре. По статистике, кражами сакральных предметов из храмов промышляли в основном мужчины, в то время как колдовством — женщины (знахарство и гадание, которые не имели негативных последствий, вообще не считались правонарушениями).
Тяжкие преступления (убийства и вооружённые разбои) были сравнительно редким явлением в средневековом Львове. Законы различали убийство при обороне и случайное убийство (или убийство по неосторожности). Преступлением против общественного покоя и городской власти считалось убийство стражника при исполнении им своих обязанностей или убийство с корыстным мотивом. Нередкими были случаи, когда матери из-за бедности, стыда, страха родительского наказания или боязни потерять работу убивали своих новорождённых детей (в основном это были незамужние женщины и девушки-служанки). Аборт также считался убийством. Кроме того, преступлением считались попытка прервать беременность посредством вредных продуктов и напитков и оставление младенца без присмотра.
Очень широко в средневековом праве трактовалось понятие половых преступлений. Например, под понятием «содомии» объединяли онанизм, гомосексуальность, лесбиянство, зоофилию, некрофилию, половые контакты «неприродным способом» и половые контакты христиан с нехристианами. Согласно Constitutio Criminalis Carolina, признанных виновными в «содомском грехе» следовало сжигать на костре. В 1518 году за межконфессиональные половые отношения во Львове были сожжены вдовец-армянин и незамужняя католичка. Супружеские измены нередко заканчивались судебными процессами, в которых с любовников требовали компенсацию за моральный ущерб.
Во Львове часто воровали скот и коней, с которыми в город приезжали купцы, нередки были мелкие кражи, совершаемые прислугой в хозяйских домах. Случаи воровства учащались во время эпидемий, когда дома зажиточных горожан оставались без присмотра. В судебных архивах встречаются дела о разграблении богатых еврейских могил. Вооружённые банды грабили купеческие обозы и одиноких путников на дорогах, которые вели во Львов, реже — в предместьях, иногда нападали на пригородные сёла и загородные имения знати. Существовали еврейские банды в Краковском предместье, немало банд создавали польские шляхтичи или бывшие солдаты.
Львовский столб позора, хранящийся в «Итальянском дворике» дворца Корнякта
Частыми в средневековом Львове были уличное хулиганство и убийства в драках, совершаемые, как правило, в состоянии сильного алкогольного опьянения. Нередкими были драки между слугами различных господ, между мещанами и шляхтой, между солдатами гарнизона и городской стражей, драки из-за долгов, азартных игр, женщин и даже драки с участием священников. В 1537 году Грета Кохнова и её дочь Малгожата сильно побили ректора львовской кафедральной школы, магистра юриспруденции Яна Тухольчика (более того, женщины благодаря адвокату Матвею Кашеру ещё и выиграли судебный процесс, на котором Тухольчик требовал от них три тысячи венгерских золотых в виде компенсации). В 1578 году на площади Рынок в присутствии самого короля Стефана Батория подрались польный писарь Вацлав Вонсович и ротмистр Темрюк. В 1580 году на свадьбе Анны Лонцкой подрались представители двух известных и уважаемых львовских семей: Урбан Убальдини и Павел Елёнек.
В конце XVI — начале XVII века криминогенная ситуация во Львове существенно ухудшилась. Город и предместья наводнили авантюристы и наёмники, собиравшиеся здесь в отряды для походов на Русское царство, Валахию и к северным границам Османской империи. Нередко после кутежей наёмники совершали изнасилования, разбои и даже убийства.
Много злоупотреблений встречалось в прибыльной торговле алкоголем. Недобросовестные шинкари разбавляли и недоливали пиво, мёд и вино, некоторые купцы контрабандой завозили в город дешёвое пиво из пригородов и дорогие венгерские вина (варить пиво можно было только в пределах городских стен, а перевозка импортного вина была монополией магистрата). Многие хозяева шинков смешивали высококачественные венгерские вина с более дешёвыми сортами из Валахии, а также использовали специальную тару, которая вмещала напитка меньше нормы. Чтобы бороться с этим явлением, во Львове была учреждена должность контролёра, который следил за объёмом бочек, бутылок и кружек, штрафуя нарушителей. Как утверждал польский этнограф и историк Средневековья Ян Станислав Быстронь, пьянство было крайне распространено в городах Польши. Чтоб исключить использование мебели в пьяных драках, лавки в шинках делали очень массивными и тяжёлыми.
Беспорядки на религиозной почве чаще всего были направлены против еврейской общины Львова. Однако открытые нападения на еврейский квартал почти не происходили в период Высокого Средневековья, а начались только в Позднее Средневековье — в 1572 и 1592 годах (ещё больше еврейские погромы, известные во Львове как тумульты, участились в XVII—XVIII веках). Главными зачинщиками погромов были студенты кафедральной школы. Евреи были вынуждены откупаться от бесчинствующей католической молодёжи, отдавая как деньги, так и товары. Больше всего страдали львовские евреи из числа шинкарей и ростовщиков, имевшие из-за особенностей своих профессий плохую репутацию.

Макет средневекового Львова княжеского периода

В княжеский период истории Львова в городе проживало немало колдунов, предсказателей и гадалок. В Краковском предместье жил армянский чернокнижник и магистр алхимии Дмитрий, известный далеко за пределами города. На учёбу к нему приезжали даже из Западной Европы. Сохранились сведения о визите во Львов пражского алхимика Бартоломея и германского чернокнижника Леонарда, которые просили Дмитрия поделиться с ними секретом получения «философского камня». Дмитрий сохранил свои знания в тайне, но дал гостям рекомендательное письмо в некую «греческую школу», располагавшуюся возле Тебриза.
Многие львовские алхимики занимались аптекарским делом, продавая своим клиентам не только лекарства, но и сахар, пряности, «защитные» амулеты и «чудодейственные» зелья. Другой популярной группой были астрологи, маги, мистики и другие эзотерики, среди которых преобладали иностранцы. Но время их триумфа пришлось на период после окончания Средневековья (в XVI веке во Львове блистал мальтиец Фридрих Йоахим Мегелино, в XVIII веке город посещал знаменитый Алессандро Калиостро).

### Проституция
В средневековом Львове проституция хотя и считалась преступлением и богонеугодной деятельностью, но существовала почти легально. Посещение публичного дома и торговля своим телом были аморальными явлениями, но фактически никак не наказывались (некоторые львовские цеха прописывали в своих уставах запрет на посещение «дома разврата» для членов объединения). Уже в начале XV века некоторые львовские проститутки выезжали на заработки в Краков и другие польские города.

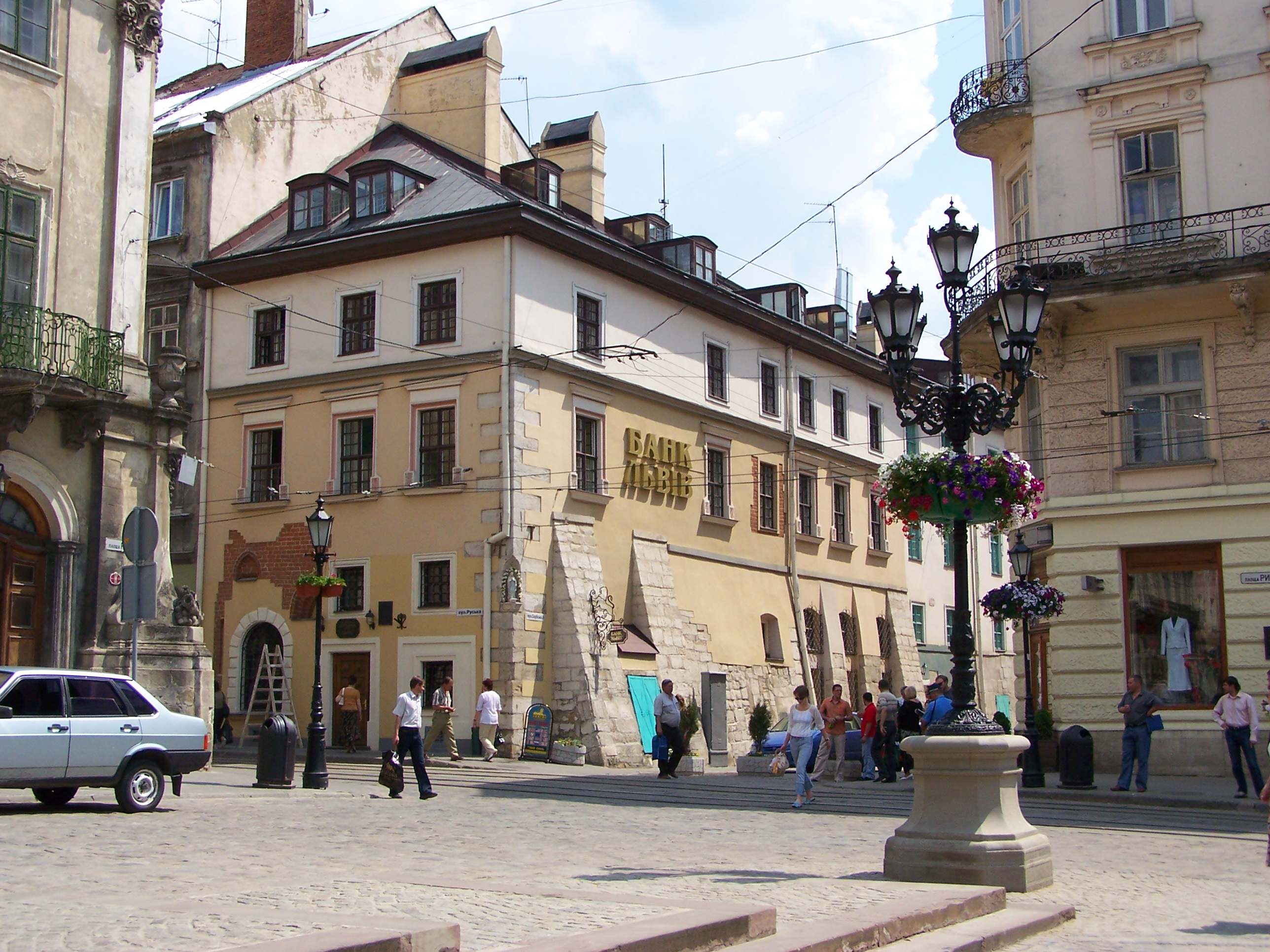
Дом № 2 на улице Русской

Первое упоминание о львовском публичном доме (лупанар) датируется 1450 годом. В архивных документах есть запись о ремонте водопровода в городском борделе, на что было выделено 12 грошей. Другой публичный дом открылся в 1473 году в еврейском квартале, на месте нынешних руин синагоги Золотая Роза. Согласно архивным записям, владельцем публичного дома предположительно мог быть купец из Бергамо Русетто, долгое время живший в Кафе и занимавшийся работорговлей. Он несколько раз провозил через Львов обозы рабынь, главным образом из Абхазии, Мегрелии и Балкан. Другим известным работорговцем также был итальянец, Джането Ломеллино из Генуи, который в 1474 году купил партию женщин у Русетто и получил специальное разрешение на вывоз невольниц из города.
В XVI веке популярный лупанар находился возле городского арсенала, напротив конной мельницы. Ранее он был сельской корчмой, которую купили на деньги магистрата, разобрали, перевезли во Львов и здесь собрали заново. Здание сгорело во время пожара 1571 года, но сохранилось его детальное описание (вокруг главной комнаты располагалось шесть «рабочих» помещений, бордель имел два выхода, чтоб уменьшить вероятность встречи гостей между собой). После пожара «весёлый дом» на некоторое время переехал в башню Тесёмщиков и Токарей при арсенале, а затем размещался в доме Юрия Войнара (современный дом № 2 по улице Русской).
Также публичными домами славилось Краковское предместье, где основными клиентами были приезжие купцы и служащие Нижнего замка (о славе здешних лупанаров, но уже в XVII веке, писал в одном из своих стихов известный польский поэт Ян Анджей Морштын).

### Азартные игры

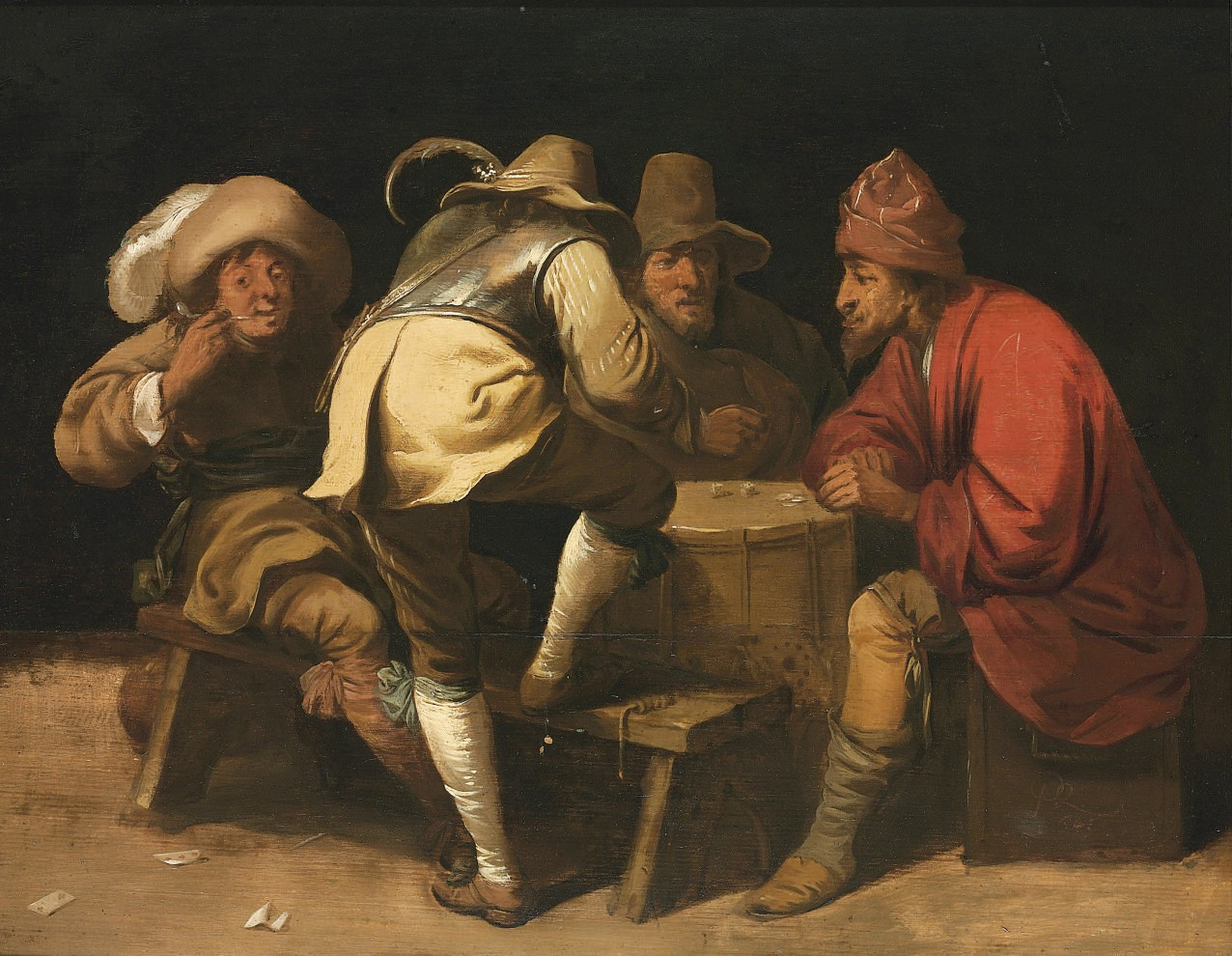
«Солдаты, играющие в кости». Картина 1643 года

С середины XIV века в Польском королевстве, в том числе и в Галиции, стала набирать популярность игра в кости. В 1387 году львовский магистрат своим специальным распоряжением запретил игру в кости на деньги в пределах городских стен. В случае выявления с нарушителей взимался штраф в размере 48 грошей, а все участники игры должны были вернуть друг другу выигранные суммы. Ещё строже наказывали шинкарей, в питейных заведениях которых велась игра: после двух предупреждений магистрат отбирал у них право на торговлю и закрывал шинок. Несмотря на запреты и моральное осуждение, игра в кости оставалась распространённым развлечением среди солдат и городских низов на протяжении всего Средневековья.
Во Львове существовала группа профессиональных «костеров» (мошенников в игре в кости), причём в польском языке название «костер» со временем перешло и на профессиональных картёжников (только в XVI веке стало распространяться немецкое слово «шулер»). Для обмана партнёра использовали кубик с полостью, в которую заливали ртуть. Таким образом кубик мошенника всегда выпадал выигрышной стороной. Не считалось чем-то предосудительным наличие в частном доме костей, использовавшихся для гадания и предсказания будущего.
Игра в карты распространилась во Львове в XVI веке. Цветные игральные карты попали в Польшу с Ближнего Востока через Германию и Чехию. В изданной в 1584 году в Кракове поэме «Роксолания» Себастьян Фабиан Клёнович рассказывает о популярности карточных игр в Галиции, о том, что картёжники играли на щелбаны, орехи и деньги, а также о разновидностях тогдашнего шулерства (упоминаются «случайные свидетели», которые встревали в спор во время игры или подглядывали карты игроков и системой условных сигналов сообщали их своим сообщникам). Как и кости, карты считались игрой городских низов и в Средневековье ещё не стали атрибутом светских салонов. Колоды карт различных типов (немецкие, французские, краковские и вроцлавские) продавались в книжных магазинах и лавках с бытовыми товарами.

### Попрошайки и нищие
С 1471 года во Львове существовала официальная община попрошаек (жебра́ки или діди́), которые собирались «на Байках» (в районе современной улицы Киевской). Попрошайки просили милостыню возле церквей, монастырей и кладбищ как в городе, так и в предместьях (наибольшая их концентрация наблюдалась у церкви Святого Юра и костёла Святого Станислава), а также возле придорожных крестов и фигур, которые устанавливали на торговых путях во Львов. Публичное право урегулировало положение попрошаек в конституции 1496 года. Они делились на три категории: те, кому город официально разрешил просить милостыню; те, кто из-за своих физических или психических недостатков не могли работать; и те, кто не хотели честно работать и зарабатывали обманом. Первые две категории власти не трогали, а последних задерживали и отправляли на ремонт городских фортификаций (если «нелегальных» попрошаек в городе было слишком много, войта наказывали высоким штрафом).

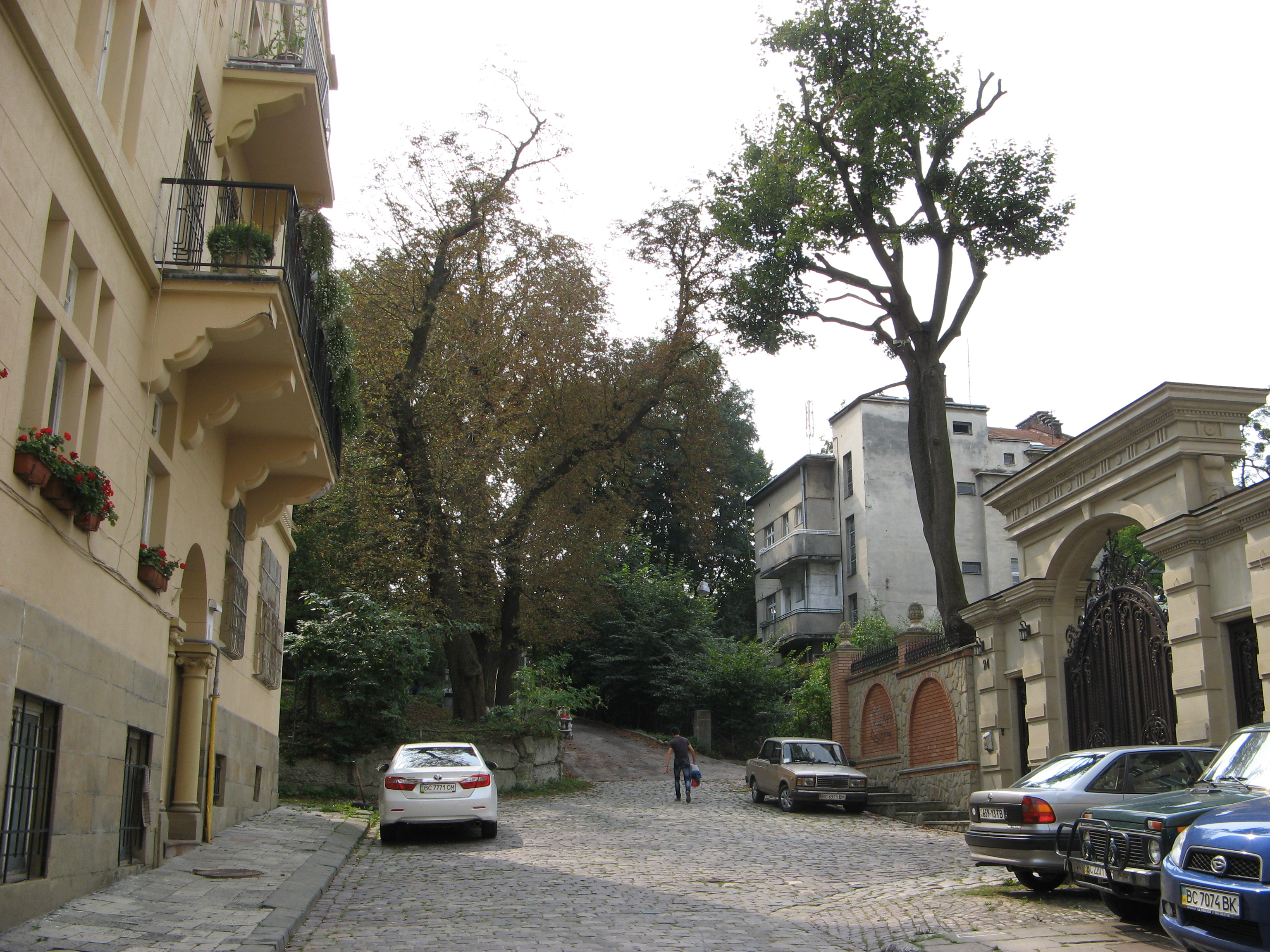
Улица Калича гора

В начале XVI века во Львове уже существовала корпорация попрошаек, имевшая собственную эмблему и право ведения цеховой книги (это было единственное городское профессиональное объединение, которое не ущемляло своих членов по религиозной или национальной принадлежности). В 1515 году во Львове была введена должность «бабского войта» (ещё его называли «староста убогих» или «староста дедов»). Избираемый в своей среде, он возглавлял львовских нищих, бродяг и попрошаек, а также изгонял за пределы города пришлых попрошаек, получая за это от магистрата три гроша в неделю. Традиционными местами жительства попрошаек были Жебрача гора (ныне — улица Академика Колессы) и Каліча гора (ныне — одноимённая улица) в районе современной цитадели, а также Краковское предместье. Наиболее удачными для нищих были дни, когда закладывали храм, отмечали военную победу, государственный или религиозный праздник, либо когда во Львов прибывал высокий гость. Распространённым было поверье, что человек, не подавший милостыню нищему, мог заболеть.
В больницах (богадельнях) Львова нищим предоставлялся временный ночлег. Все монастыри и католические монашеские ордена города (особенно францисканцы, доминиканцы и бернардинцы) кормили попрошаек и нищих обедами или ужинами, раздавали хлеб и передавали магистрату пожертвования для убогих. Крупнейшими приютами Львова считались больница при костёле Святой Елизаветы на месте современной площади Ивана Подковы (с начала XV века она была известна как больница Святого Духа) и монастырь Святого Лазаря на Каличей горе (в начале XVII века перенесён на своё нынешнее местоположение). Лишь во времена, когда Львову угрожали эпидемии, власти очищали город от толп нищих. В 1548 году была введена должность надсмотрщика за соблюдением санитарных норм, который по утрам в сопровождении стражи выгонял попрошаек за городские стены. Сеймовая конституция 1588 года подтвердила положения конституции 1496 года и дополнительно ввела ответственность чиновников магистрата за недостаточную борьбу с «нелегальными» попрошайками.

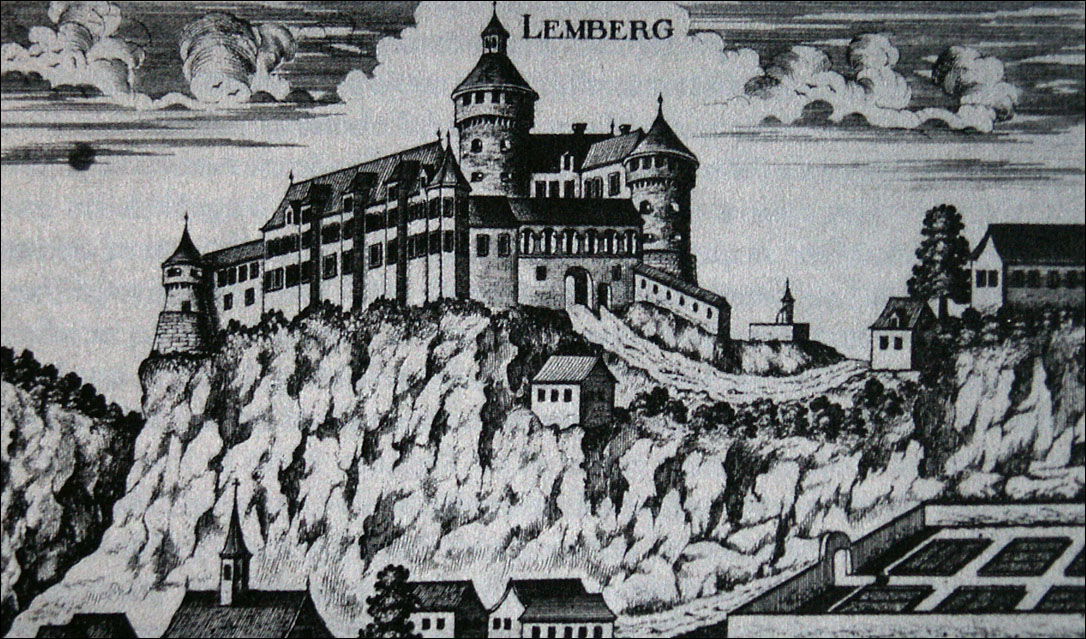
Изображение Высокого замка. XVII век

В зависимости от способа выпрашивать милостыню попрошайки делились на несколько групп. Наиболее многочисленными были калеки и инвалиды, которые утверждали, что получили увечья или на войне, или в плену у мусульман за отказ отречься от христианства. Другая категория просила милостыню на «выкуп» из турецкого плена близких или даже самого себя, «отпущенного под честное слово» (такие попрошайки демонстрировали кандалы, в которых их якобы держали, и различные документы на неизвестных языках).
Религиозно-мистическое направление представляли обвешанные иконками и амулетами нищие, которые рассказывали о своём паломничестве в Палестину или Рим. Попутно они продавали баночки с «иорданской водой», щепки «Животворящего креста» и камушки с Голгофы. Такие попрошайки знали главные церковные песни и разбирались в вопросах религиозной догматики.
Отдельную категорию попрошаек составляли прокажённые, обитавшие в приюте за пределами городских стен (сведения о нём имеются с начала XV века). Эти больные просили милостыню у городских ворот, они носили специальные рукавички и пользовались корзинками, прикреплёнными к длинным палкам, чтобы не приближаться к здоровым людям. Польский писатель Себастьян Фабиан Клёнович написал про галицких попрошаек поэму «Торба Иуды», в которой детально описал все тонкости данной профессии.

### Хищения имущества

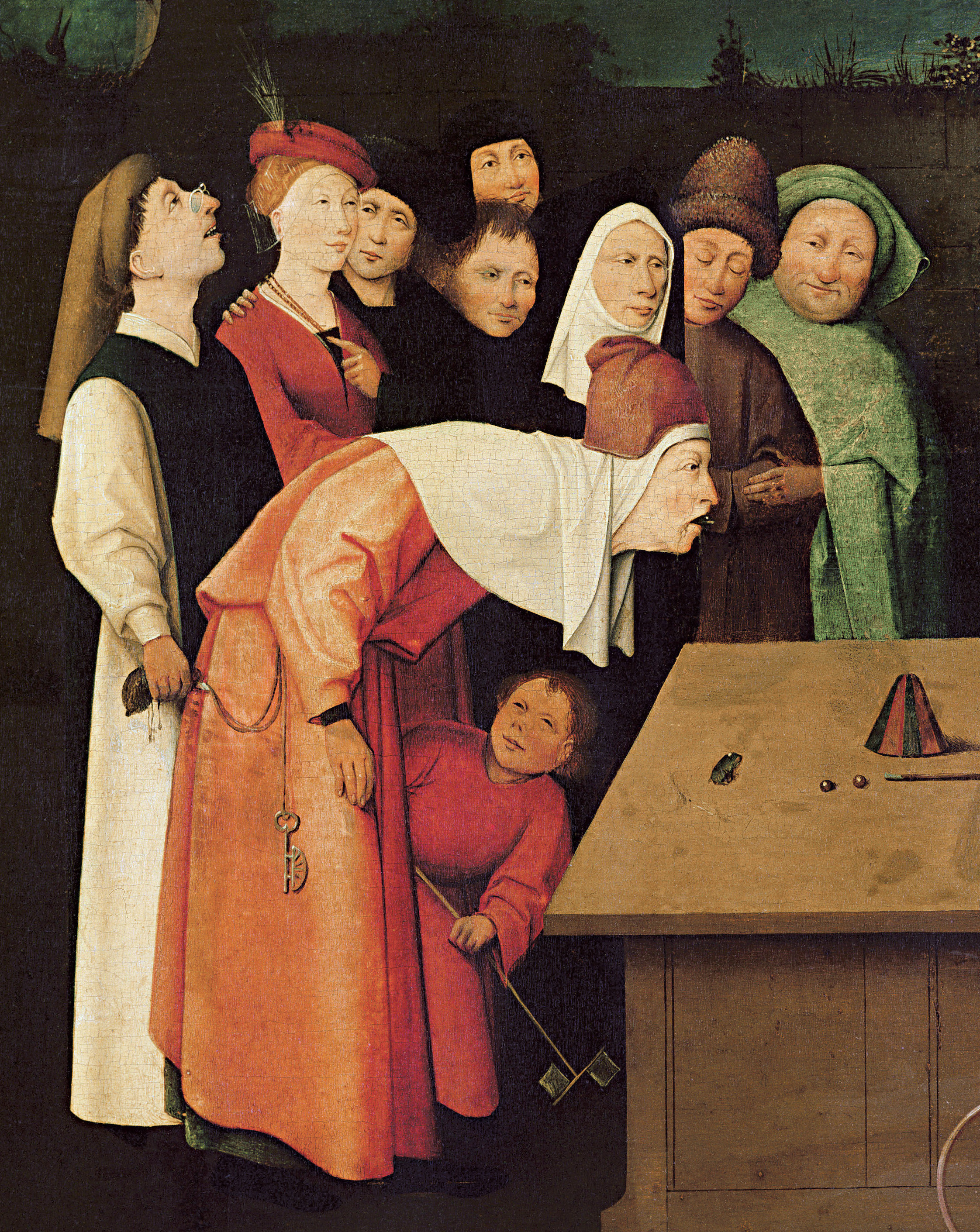
Кража кошелька на картине Иеронима Босха. XV век

Средневековое законодательство большое внимание уделяло преступлениям имущественного характера, которые изначально объединялись под общим названием «кража». Позже в квалификации преступлений юристы стали выделять грабежи и разбои. Среди наиболее популярных преступлений средневекового Львова были кражи личного имущества и конокрадство. Согласно подсчётам польского историка Адама Карпинского, преступления против имущества составляли около 60 % всех преступлений, совершённых во Львове в XVI—XVII веках. Причём если раньше нападения с применением насилия, опасного для жизни или здоровья жертвы, считались редкостью, то к концу Средневековья разбои уже составляли почти четверть всех имущественных преступлений.
Городские власти Львова считали потенциальными правонарушителями всех прибывавших в город лиц без определённой профессии и сопроводительных документов. Магистрат неоднократно обращался к львовянам с призывами не пускать в своё жилище неизвестных пришельцев и бродяг. Однако многие горожане брали на постой незнакомцев в надежде заработать на сдаче угла или комнаты.
Среди громких преступлений XVI века выделяется жалоба молдавского господаря Петра IV Рареша львовскому магистрату на мещанина Сенька Поповича (1541), который во время пребывания при дворе якобы обокрал правителя на крупную сумму. В список украденного попали 12 кафтанов с золотыми пуговицами (каждый стоимостью в 20 тыс. аспров), две сабли и четыре кинжала в драгоценной отделке, золотой кубок, оцененный в 50 венгерских дукатов, а также мешок монет. Город провёл собственное расследование и оправдал Поповича, который получил королевскую грамоту с запретом преследовать его в дальнейшем по этому делу.
В XVI веке своими грабителями и разбойниками «славилось» Краковское предместье. Например, банда Давида по кличке «Конфедерат» грабила прохожих и обозы вдоль оживлённой дороги на Глиняны. Одно время криминальными «королями» Краковского предместья считались Абрам Данкович и Гешель Юзё, которые в 1591 году прямо днём ограбили и убили богатого предпринимателя Шимона Соломоновича. Кроме самих бандитов власти преследовали и жестоко наказывали тех, кто прятал и затем сбывал краденое.

### Коррупция и произвол шляхты

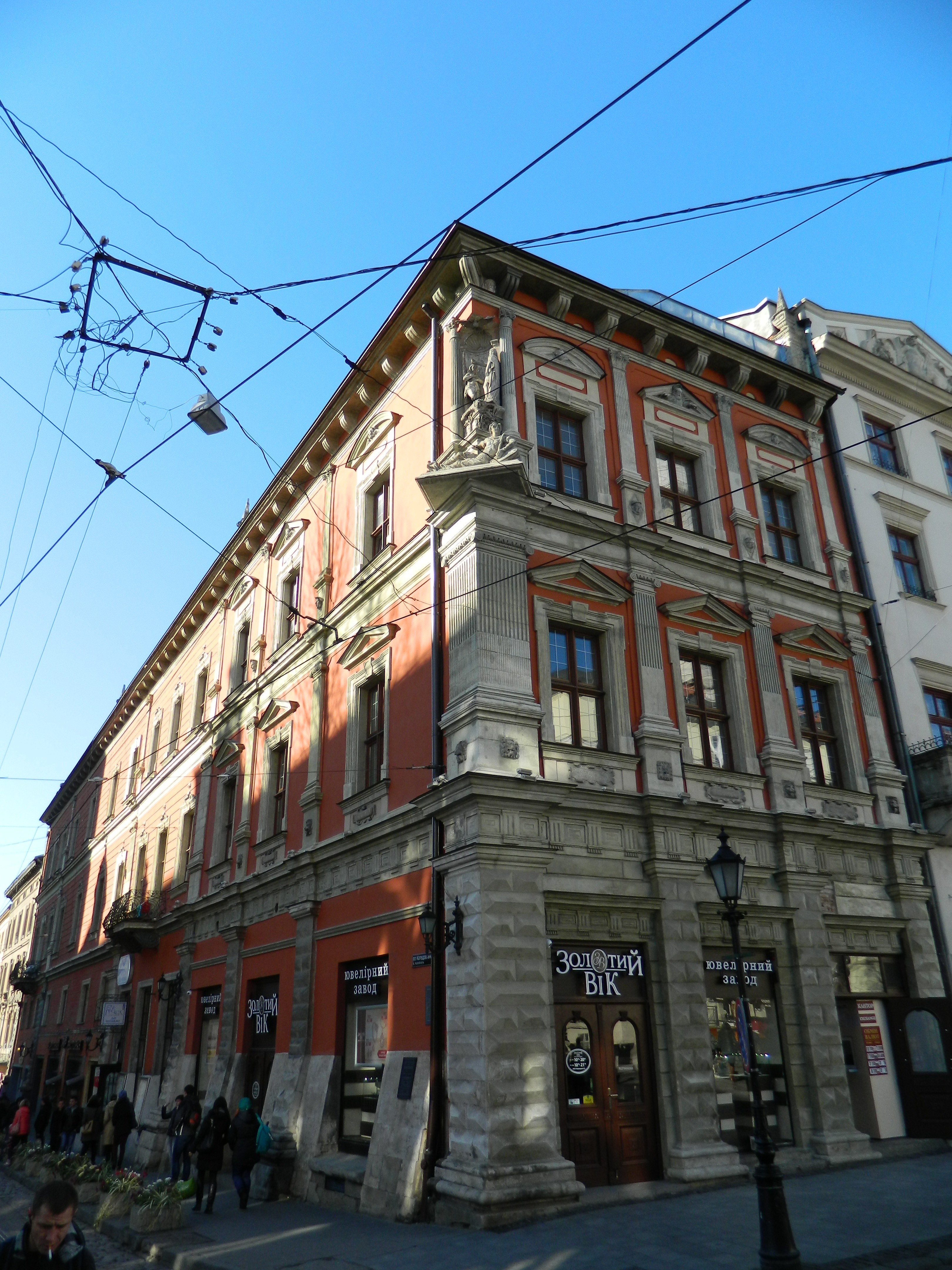
Дом Шольц-Вольфовичей

Система львовской городской власти создавала благоприятные возможности для различных злоупотреблений. Членство в магистрате, изначально выборное, с 1519 года стало пожизненным. При этом избрание новых членов городского совета на освободившиеся вакансии проводилось действующими райцами (radźca или rajca, аналог ратмана). Кандидат должен был иметь высшее образование и недвижимость в пределах городских стен, но главное — он должен был заплатить значительную сумму в пользу действующих членов совета. Старейшины магистрата старались не принимать в свои ряды новичков, отдавая предпочтение родственникам умерших райцев. Таким образом, в городском совете Львова образовалась замкнутая система династической олигархии.
Городской совет всеми возможными способами затруднял контроль над расходами из казны Львова. Нередко чиновники присваивали городскую собственность, использовали в личных интересах городских слуг и транспортные средства. Многие райцы лоббировали интересы определённых пивоварен и шинков, а также использовали телеги магистрата для перевозки собственных грузов. В то же время, борясь за свои права и привилегии, райцы укрепляли самоуправляемый статус города и ограничивали власть шляхты и духовенства.
В 1576 году львовяне жаловались королю Стефану Баторию на бургомистра Вольфа Шольца, который расставил на ключевые посты своих родственников (одного из сыновей поставил войтом, остальных сделал райцами, а зятьёв — лавниками, то есть судебными заседателями). Но наибольших масштабов злоупотребления властью достигли при главенстве в магистрате Павла Кампиана и его сына Мартина. Кампианы, выходцы из Конецполя, осели во Львове в середине XVI века. В 1560 году Павел Кампиан получил городские права, быстро разбогател на врачебной практике и занял пост бургомистра. К середине 90-х годов XVI века он был уже одним из самых богатых горожан Львова. Когда город попал в затруднительное положение, Кампиан одолжил магистрату тысячу злотых под залог городских мельниц, ещё более приумножив свой капитал на этой сделке. Мартин Кампиан, также ставший бургомистром, в первой трети XVII века превратился в крупнейшего землевладельца, ростовщика и держателя долгов Львова. Кроме того, он принуждал работать на себя ремесленников и окрестных крестьян, а недовольных заключал в подвалы ратуши и свои частные тюрьмы (в 1628 году начался длительный судебный процесс, закончившийся лишением Мартина львовского гражданства).
Нередко на ниве злоупотреблений властью отличались королевские старосты Львова, которые с помощью солдат гарнизона и своих слуг из Нижнего замка вымогали у львовян и иногородних купцов товары, продукты и денежные подношения (тем же иногда промышляли и коменданты Высокого замка). Почти весь период Средневековья Львов страдал от произвола наёмных войск, которые из-за нерегулярной выплаты жалованья грабили горожан или облагали их различными поборами.

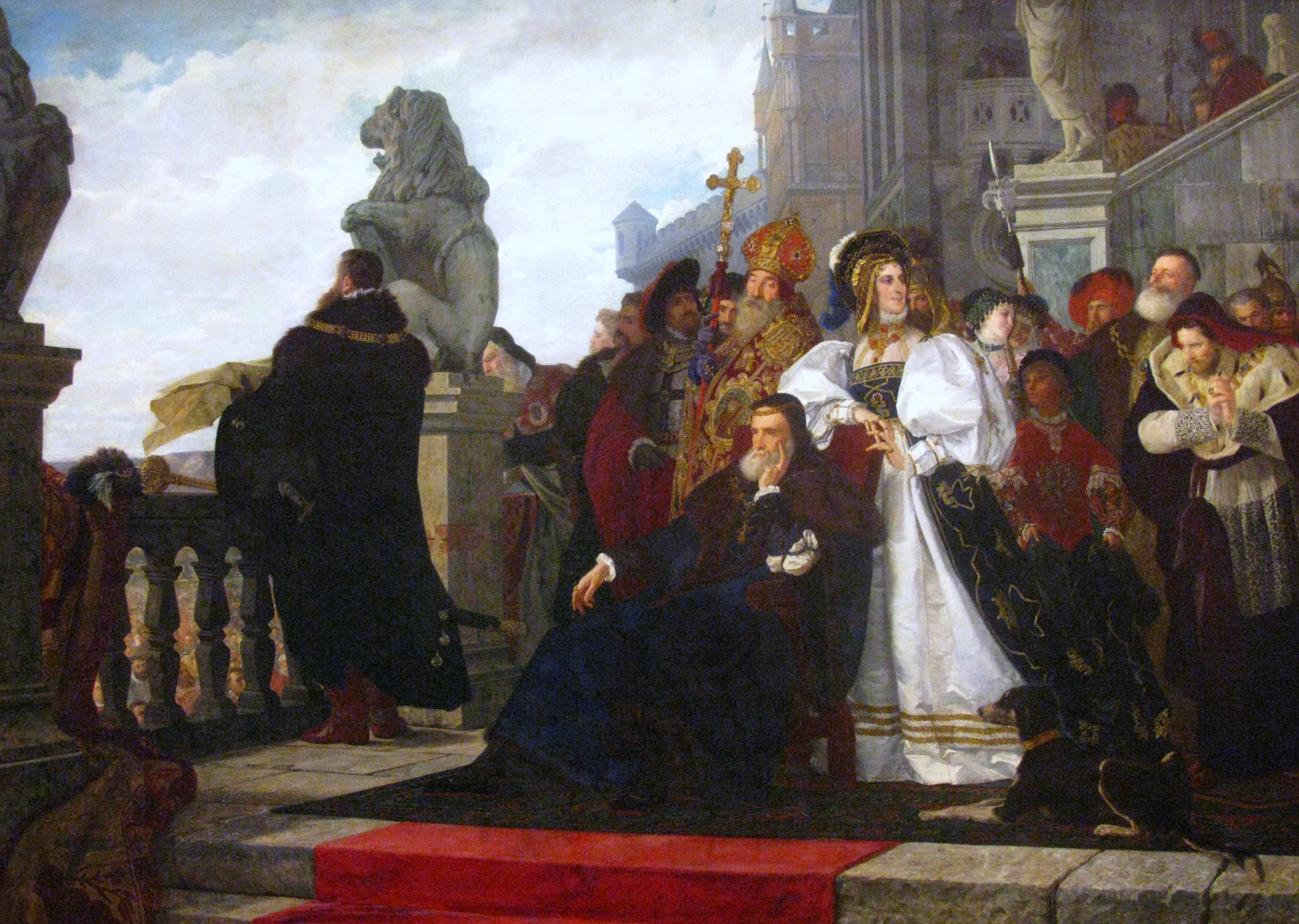
Сигизмунд I перед шляхтой в Нижнем замке. Картина Генриха Родаковского. Варшавский национальный музей

Особенно Львов и его окрестности пострадали во время так называемой «войны кокоша» (wojna kokosza) или «куриной войны». Весной 1537 года польский король Сигизмунд I призвал шляхту вступать в ополчение и идти походом на молдавского господаря Петра IV Рареша. К лету вокруг Львова собралось около 150 тыс. человек, основные военные лагеря стояли возле церкви Святого Юра, на Байках, Збоищах и в Знесенье. Однако вместо участия в войне шляхта взбунтовалась, объявив рокош (поэтому «война кокоша» известна в истории ещё и как «львовский рокош»). Оппозицию королю возглавил коронный маршалок Пётр Кмита, усмирять которого в середине июля приехал лично Сигизмунд I, остановившийся в Нижнем замке Львова.
Король отверг все требования шляхты, после чего рокош перерос в череду митингов и переговоров со взаимными обвинениями и угрозами. В сентябре 1537 года Сигизмунд I пошёл на примирение и распустил шляхту по домам, так и не начав войны. Во время этого противостояния отряды шляхты и их слуги сильно «похозяйничали» в предместьях Львова, истребив всех кур в радиусе нескольких километров вокруг города (именно по этой причине польские магнаты и львовские мещане насмешливо назвали войну «куриной»). Многочисленное войско грабило сёла, загородные имения, торговые лавки, склады и купеческие обозы, следовавшие во Львов.
В 1590 году ночным кошмаром Львова и пригородов стали братья Войцех и Николай Белоскурские, старшие сыновья бургграфа Высокого замка Яна Белоскурского. Ночью они грабили прохожих, а днём отсиживались в замке, где и прятали награбленное. Все жалобы львовян бургграфу и королевскому старосте оставались без ответа. Тогда львовские райцы Павел Елёнек и Станислав Генсёрек отвезли жалобу региональному собранию шляхты Русского воеводства — сеймику в Судовой Вишне. На сейме братья всё отрицали, а после него устроили засаду и попытались убить райцев. Этот вопиющий случай вынудил короля дать поручение старосте разобраться в конфликте. Суд заочно приговорил Белоскурских к смертной казни, старый бургграф умер от позора, а вскоре пришла весть о гибели братьев в пьяной драке.
Однако очень часто шляхтичи, совершавшие преступления против мещан, оставались безнаказанными. Даже в тех случаях, когда правонарушителя удавалось посадить в подвалы городской ратуши, он засыпал все возможные инстанции жалобами на «нарушение его шляхетских прав». Зато конфликты между шляхтичами нередко перерастали в «частные войны» с привлечением большого числа вооружённых слуг, друзей и даже солдат. Нередко отпор произволу шляхты оказывали львовские армяне или евреи Краковского предместья (они отличались большей организованностью и смелостью, чем их единоверцы из еврейского квартала Львова).

### Фальшивомонетничество и подделка товаров

Макет средневекового Львова польского периода

Распространённым видом преступлений в средневековом Львове было изготовление фальшивых монет. Так как подделка монет считалась государственным преступлением, за неё наказывали очень строго — виновного сжигали на костре, а за умышленный сбыт фальшивых денег отрубали руку. Массовое появление во Львове фальшивых монет известно в начале XV века. В 1421 году был издан королевский указ, согласно которому во Львове из числа шляхтичей и райцев была создана специальная комиссия, тщательно проверявшая ходившую в городе наличность. В ходе обхода всех домов и торговых точек члены комиссии выявили немало поддельных монет. Часть из них переплавляли, причём полученное таким образом серебро возвращали владельцам, а в подделках из свинца и меди просто делали отверстие, чтоб такие монеты нельзя было повторно пустить в оборот.
О появлении в городе фальшивых денег делалось публичное оглашение на площади Рынок, а детальное описание основных признаков подделок вывешивали на дверях ратуши. Власти внимательно следили за денежным обращением и тщательно расследовали все случаи, когда существовало даже подозрение в нарушении закона (особенно когда какие-либо лица начинали скупать или переплавлять старые серебряные монеты). В 1521 году за изготовление фальшивых монет во Львове был сожжён местный армянин, в 1579 году — ювелир Леонард Матияш и его сообщник Яцько Русин, в 1602 году — ещё один ювелир. В 1523 году подозреваемый в фальшивомонетничестве Ян Гнат сумел оправдаться перед судом и доказать лживость предъявленных ему обвинений.
Также во Львове подделывали ювелирные изделия, добавляя в благородный металл больше лигатуры, чем того требовала технология. Другим способом обмана был оттиск на низкопробных изделиях фальшивого штампа львовского цеха золотарей, который гарантировал высокое качество украшений. На распространённость случаев подделки ювелирных изделий указывает тот факт, что в 1599 году цех золотарей Львова для усиления контроля за качеством продукции установил специальный цеховой знак в виде львёнка (общегосударственная система надзора за соблюдением содержания благородных металлов в ювелирных изделиях была внедрена в Речи Посполитой лишь в 1678 году).
Большие доходы приносила подделка вина и других алкогольных напитков. Дешёвые молодые вина с помощью хитрых манипуляций превращали в подобие старых благородных сортов, после чего продавали по более высоким ценам. Основными способами были окраска в нужный цвет и придание нужного вкуса с помощью купажирования и добавок. В качестве красителей использовали линяющие ткани, солому и кору, для уменьшения неприятного вкуса винного камня в бочки кидали серу, известь, гипс, солёное сало и сырые яйца, а для придания пикантного вкуса в вино добавляли голубиный помёт. Кроме того, во Львове подделывали воск и дорогие восточные ткани. Для увеличения объёма во время топления в воск добавлялся перетёртый горох, а так как воск был дорогим и являлся важной статьёй экспорта магистрата, за его подделку карали сожжением на костре (такой вид казни за данное преступление архивные документы описывают в 1558 году).

### Шпионаж

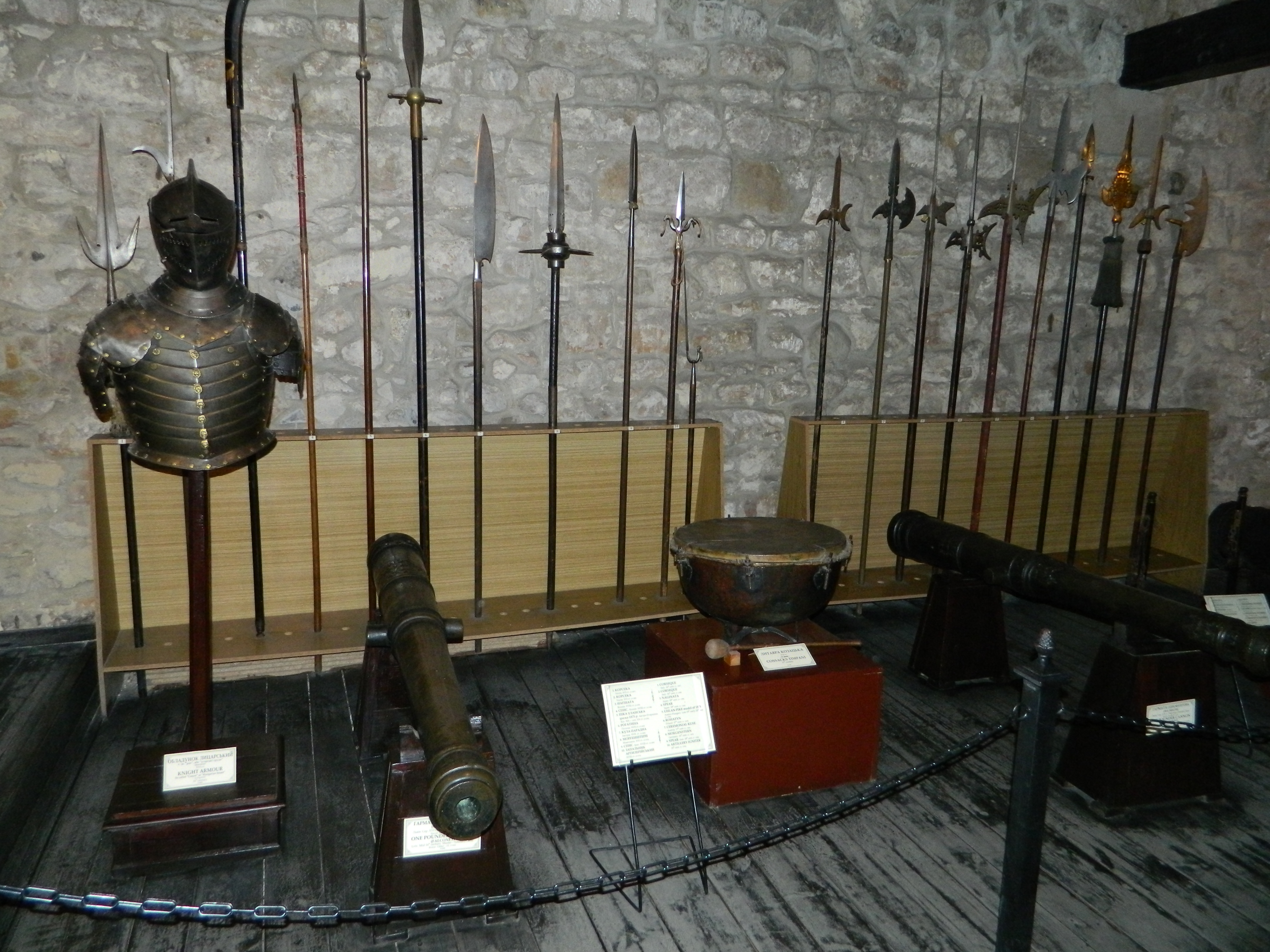
Средневековое оружие. Городской арсенал

В условиях средневековой замкнутости государств и отсутствия постоянных дипломатических отношений разведчики собирали не только тайную информацию военного и политического характера, но и общие сведения о странах, их географии, населении и экономике. Засланные шпионы докладывали своим хозяевам о численности и вооружении войск, о состоянии казны и торговых связях, а также о всех придворных интригах и сплетнях. Первыми профессиональными разведчиками и контрразведчиками были купцы и переводчики.
Впервые отдел переводчиков, созданный при львовском магистрате, упоминается в документах за 1441 год. В отделе работало 12 человек, преимущественно армяне и греки. Уровень львовских переводчиков был настолько высок, что в начале XVI века королевская канцелярия часть дипломатической корреспонденции отправляла для обработки из Кракова во Львов. Кроме того, некоторые львовские переводчики постоянно работали в столице. Армянские купцы и переводчики, знавшие восточные языки, часто выполняли и дипломатические поручения, особенно на территории Османской империи и Молдавского княжества.
В 1469 году из Львова ко двору господаря Стефана Великого под видом заключения договора о свободной торговле были отправлены два купца, которые должны были выведать, планируют ли турки войну против Польши. Во Львове возвращения купцов ждал сам король Казимир IV, что свидетельствует о важности и секретности миссии.
В свою очередь, городские власти следили, чтобы прибывавшие во Львов иностранные купцы также не выведывали государственных и коммерческих секретов. Каждого приезжего опрашивали в отделе переводчиков о цели визита. Кроме того, Львов официально запрещал иностранцам основывать в городе торговые фактории и содержать постоянные торговые представительства. Однако иностранные купцы всё же проникали во Львов, как правило, по протекции высокопоставленных чиновников из столицы. Например, львовскую факторию константинопольского купца Мордехая Когана, который получил от султана монопольное право на экспорт мальвазии в Польшу, лоббировал коронный канцлер Ян Замойский (позже при помощи влиятельного львовского купца Константина Корнякта эту факторию всё же закрыли).

## Правосудие

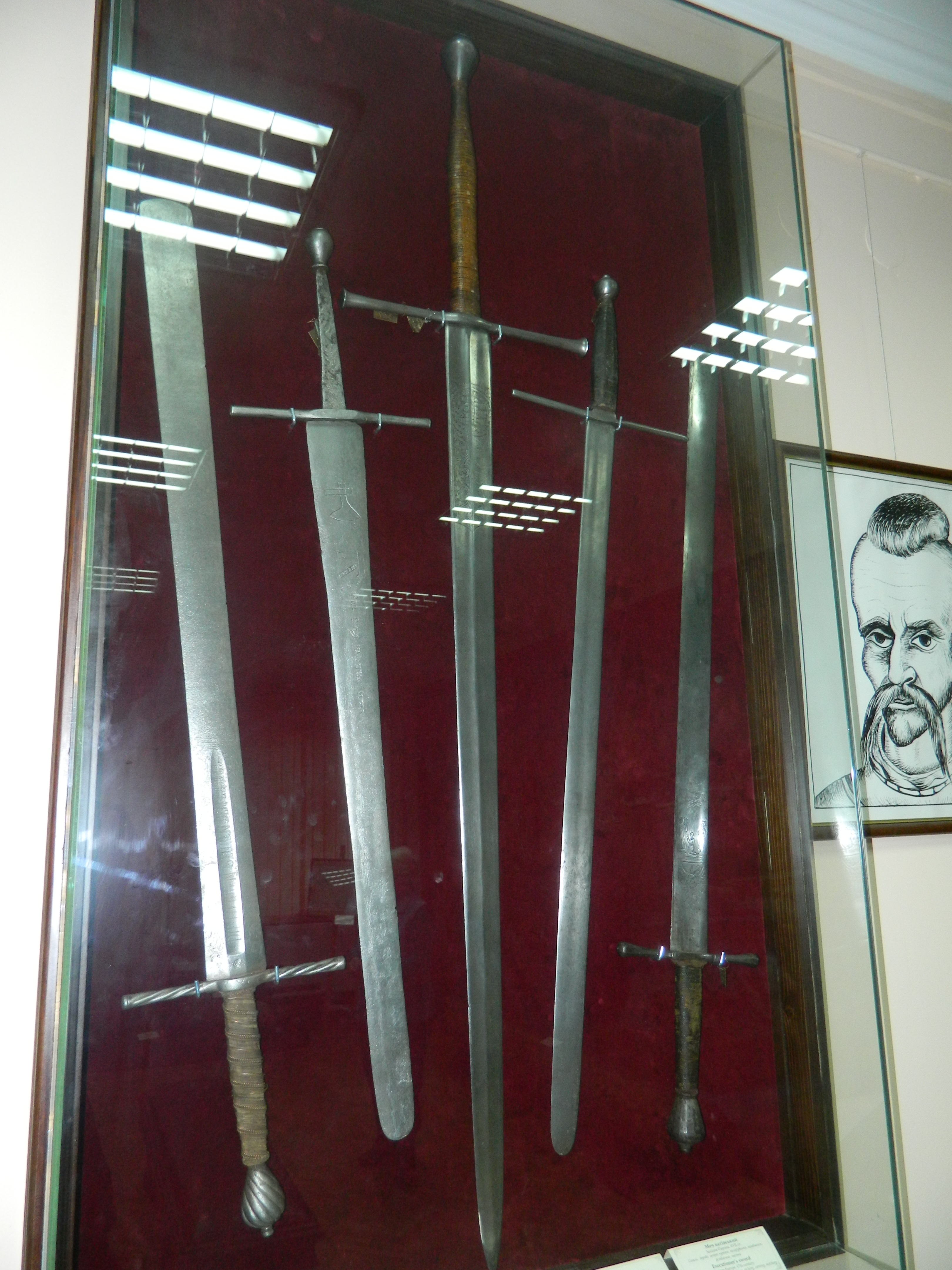
Мечи палача (справа и слева от центрального). Львовский исторический музей

Правосудие средневекового Львова состояло из судебных органов и адвокатуры, а также правоохранительных органов, поддерживавших порядок, городских и королевских тюрем, в которых содержались задержанные, и органов исполнения наказания, которые приводили в исполнение приговоры судов. В судебной и исполнительной власти абсолютно доминировали католики, но львовские армяне и евреи в рамках своего самоуправления имели частично автономные судебные органы, разбиравшие дела внутри этнических общин.
Институт адвокатов появился во Львове с внедрением норм польского права и действовал на основе Вислицкого статута. Сеймовая конституция 1538 года запрещала осуществлять функции защиты духовенству, конституция 1543 года впервые официально разрешила брать плату за адвокатуру. Защитников, которые получали деньги за оказание правовой помощи, называли «прокураторами». Согласно нормам магдебургского права, адвокатам было запрещено отказываться от дела, которое они приняли к исполнению. Адвокатами не могли стать евреи, священники, женщины, психически больные и особы до 14 лет, а также судьи и лавники, которые участвовали в рассмотрении дела.
Допросы и пытки считались обычным явлением в досудебном расследовании. Во время допросов к подозреваемым применяли два вида пыток — растягивание на специальном устройстве и припекание раскалённым железом. Растягивали на лавке, лестнице и в воздухе до выбивания костей из суставов, в отдельных случаях для усиления боли жертву клали на специальные железные грабли (на ёжика). Для того, чтобы сломать подозреваемого психологически, перед началом пыток ему долго показывали, как всё будет происходить, или отводили в камеры, где уже пытали других.

### Судебная власть

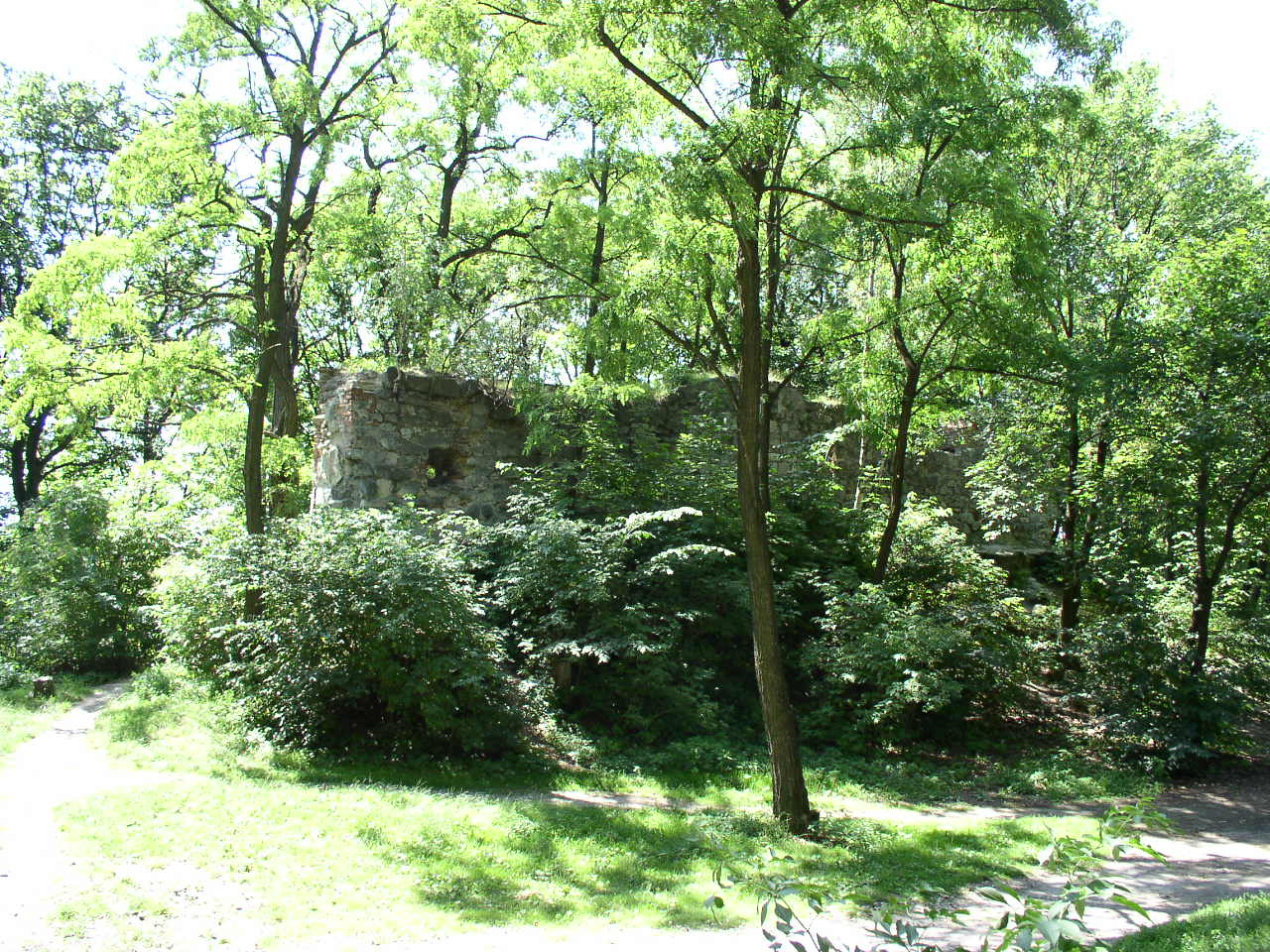
Руины Высокого замка

В княжеские времена специальных правоохранительных органов во Львове не существовало, вся полнота судебной власти находилась в руках галицко-волынского князя. В отсутствие князя судебные функции от его имени исполняли дружинники или тиуны. Львовскому воеводе подчинялись гарнизон княжеской дружины и немногочисленное народное ополчение, собиравшееся только во время войн. Сбором доказательств преступления и предъявлением обвинения каждый занимался самостоятельно.
После получения Львовом магдебургского права (1356 год) в городе начала формироваться судебная власть. Львовом управляли райцы — члены избираемого мещанами совета магистрата, а также войт — выборный глава городского суда (изначально эта должность была наследственной), и лавники — члены выборной судебной коллегии. Войт, райцы и лавники отвечали перед горожанами за соблюдение законодательства и правил торговли, следили за получением гражданства и наследованием имущества, за ценами и порядком на улицах. Армянская община Львова некоторое время имела своего войта (согласно королевскому указу от 1462 года армянский войт стал полностью независимым от городского суда, однако в конце XV века армянское войтовство было ликвидировано).
В правление Владислава Опольчика (1372—1378) во Львове был сформирован высший апелляционный суд, в котором под руководством старосты заседали судья провинции, львовский воевода, католический и православный епископы, армянский войт, четыре шляхтича и трое мещан. Галицкий наместник оставлял себе две трети доходов, полученных от исполнения криминальных наказаний (конфискация имущества у лиц, приговорённых к смертной казни, и штрафы за убийство), а оставшуюся треть отдавал городу.
В привилее от 1356 года Казимир III отмечал, что войт подчиняется только королю или старосте. Однако в 1387 году привилеем Владислава Опольчика должности войта и лавников стали выборными. В 1388 году Владислав II Ягелло подтвердил этот привилей, уточнив, что райцы могут избирать войта Львова, кандидатуру которого одобрит король (в июле 1541 года, находясь в Вильно, это решение вновь подтвердил король Сигизмунд I). В 1591 году львовский городской совет принял решение избирать войта на год поочерёдно из числа лавников и старейшин совета. Войтом не могли стать психически больной, немой, слепой, глухой, не достигший 21 года, рождённый вне брака, нехристианин и женщина. Войт приступал к исполнению обязанностей после принятия присяги, символом его власти был серебряный жезл.

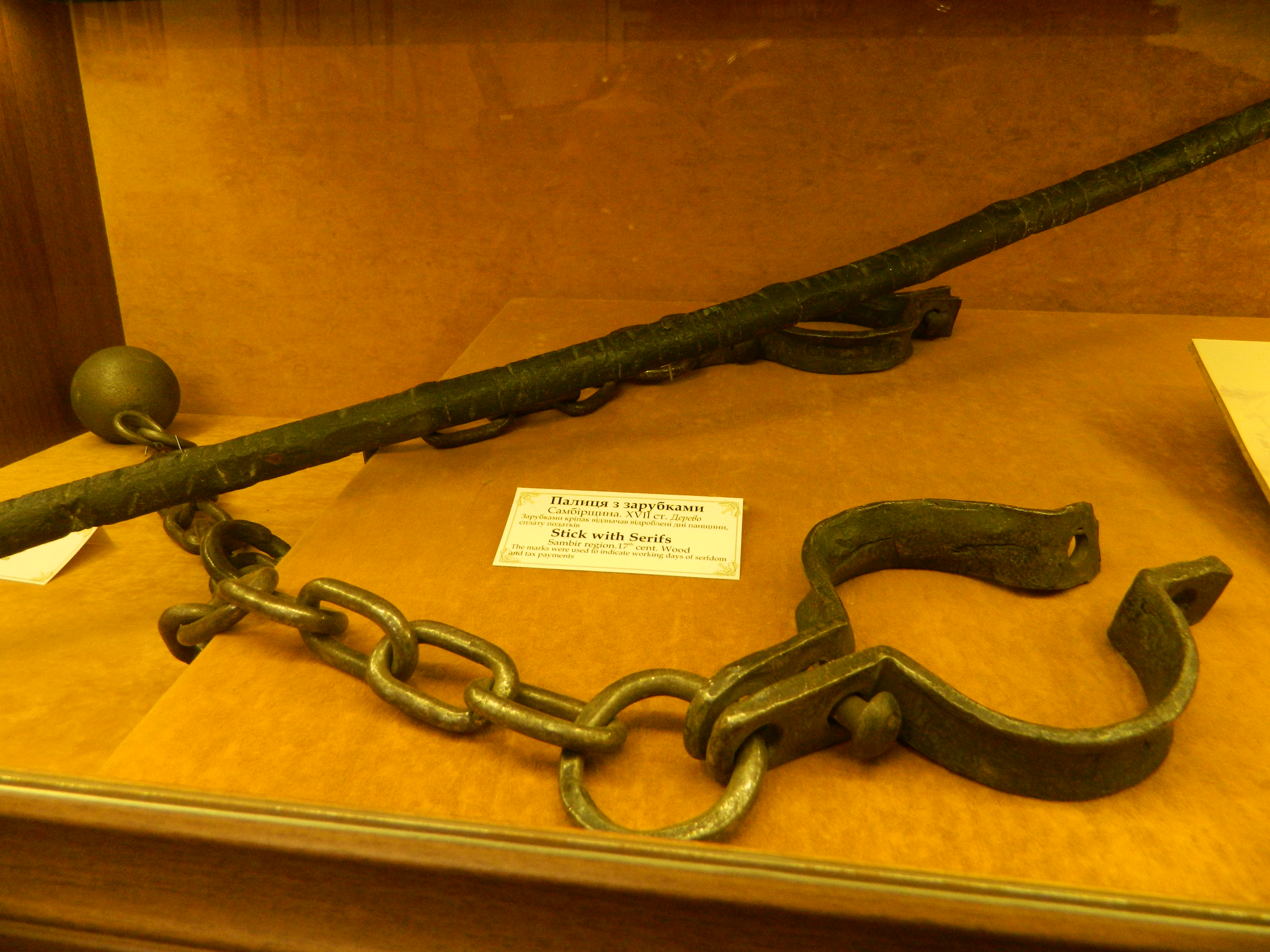
Кандалы. Львовский исторический музей

Городской войт участвовал в судебном следствии, присутствовал на допросах, пытках и казнях, рассматривал криминальные дела на основе правовых актов, назначал защитников женщинам, детям и неполноценным горожанам (глухим, слепым и немым), а также «ведьмам» и «колдуньям», предоставлял обвиняемому возможность привести доказательства своей невиновности, штрафовал за неявку в суд или несоблюдение спокойствия в зале суда, преследовал игроков в азартные игры и надзирал за выполнением приговоров.
С середины XIV века руководителем городского самоуправления был бургомистр (или проконсул). Бургомистры, как и райцы, выполняли административно-судебные функции: разбирали гражданские конфликты (особенно те, что касались коммерческих споров, долгов, опеки и наследства), следили за ценами и противопожарной безопасностью, наказывали провинившихся торговцев и ремесленников, собирали некоторые виды налогов. Кроме обычного, существовал и «ночной бургомистр» (он же «ночной староста»), который следил за городской стражей и проверял, закрыты ли на ночь Галицкие и Краковские ворота. Также в его обязанности входило поддержание порядка во время казней и бичеваний, когда на площади собиралась толпа горожан.
В 1434 году, в результате распространения на западноукраинские земли польской правовой системы, была утверждена должность воеводы, который назначался королём, руководил Русским воеводством и выполнял некоторые судебные функции. В частности, воевода контролировал цены, весы и меры в городе, наблюдал за соблюдением прав евреев, возглавлял вечевой суд, просуществовавший до 1578 года. Иногда воевода выступал посредником в конфликтах и спорах между мещанами и магистратом, шляхтой и духовенством.
В июле 1444 года король Владислав III Варненьчик издал привилей, согласно которому Львов получал право ловить преступников и убийц, сопровождать их в город, где судить и наказывать. Кроме Кракова, ни один город Польши не имел больше таких полномочий (однако право Львова распространялось только на земли Русского воеводства, в то время как Кракова — на территорию всей страны). В том же 1444 году король установил зависимость от городской власти всех иностранных купцов, прибывавших во Львов. Львовский староста признал эту юрисдикцию городского суда только в 1460 году, что свидетельствует о том, что чёткой обязательностью существовавшая правовая система Польши не отличалась.
К компетенции духовных судов относились дела о богохульстве и ереси. Сеймовая конституция 1543 года установила порядок, согласно которому дела, связанные с колдовством и ведьмами, также рассматривали исключительно духовные суды. Церковное законодательство основывалось на постановлениях вселенских и местных соборов. Львовские доминиканцы, в отличие от краковских, не имели инквизиционного трибунала, не вели судебных дел о ереси и не сжигали еретиков. Верховенство шляхты и патрициев, а также магдебургское право ограничивали власть церковно-монашеского судопроизводства. В введении доминиканцев находилась лишь цензура книг и их уничтожение.
Подземелья с фрагментами XIV — XVI веков
Таким образом в средневековом Львове существовало три центра судебной власти: городской (магистрат в лице бургомистра, райцев, войта и лавников), королевский (в лице воеводы, старосты и каштеляна) и церковный (в лице католического архиепископа, настоятелей монастырей, соборов и ректоров школ). В компетенцию городского суда (суд войта и лавников) входило рассмотрение дел мещан в границах городских стен средместья. Также во Львове функционировали гродский, земский и подкоморский суды, которые занимались преимущественно криминальными и гражданскими делами шляхты. В структуре городского суда имелись чиновники, выполнявшие функции следователей, дознавателей и судебных исполнителей. Городской суд Львова был апелляционной инстанцией для всех городских судов Русского и Белзского воеводств.
Городской суд (лава) кроме следственных функций также составлял завещания и делил имущество умерших. Согласно нормам магдебургского права, войт не мог выносить приговор без согласования с лавниками, которые избирались на свой пост пожизненно. Суд имел собственную канцелярию и штат писарей, которые заполняли судебные книги (Inducta et protocolla officii civilis scabinalis). Писарю, внёсшему неправильную запись, могли отрубить руку, а за подделку судебных книг сжигали на костре. Личные права лавников были практически такими же, как и права райцев. Они получали ежегодный пай из земельной собственности суда, а также долю от судебных податей и штрафов.
Городское судопроизводство осуществляли несколько судов различного ранга. Большой бургграфский суд (Burgrabialia seu magna), собиравшийся три раза в год, рассматривал имущественные и долговые иски, дела о нападениях на дорогах, дела против религии и Церкви, утверждал продажу и покупку имущества, изгонял преступников из города. Гайный суд (Sąd gajony wyłożony или Iudicia exposita bannita), заседавший два раза в месяц, рассматривал дела о наследовании имущества и долгов, разрешал имущественные споры и утверждал дарственные записи. Поточный суд (Potrzebny sąd или Iudicia necessaria bannita), собиравшийся три раза в неделю в составе войта и нескольких присяжных, рассматривал в основном дела по завещаниям. Гостинный суд (Sąd gościnny или Opportuna vel hospitum bannita) в составе не менее трёх лавников рассматривал дела между мещанами и иностранцами. Почти каждый день заседал Горячий суд (Gorące prawo или Ardua criminalis seu manualis facti), который рассматривал дела лиц, задержанных на месте преступления. Этот суд проходил по сокращённой процедуре: преступник не имел права на апелляцию и освобождение под залог.
В первой половине XVI века официальным сборником законов Польши стало «Саксонское зерцало», со второй половины XVI века в польских судах широко стал применяться кодекс «Каролина».

### Правоохранительные органы

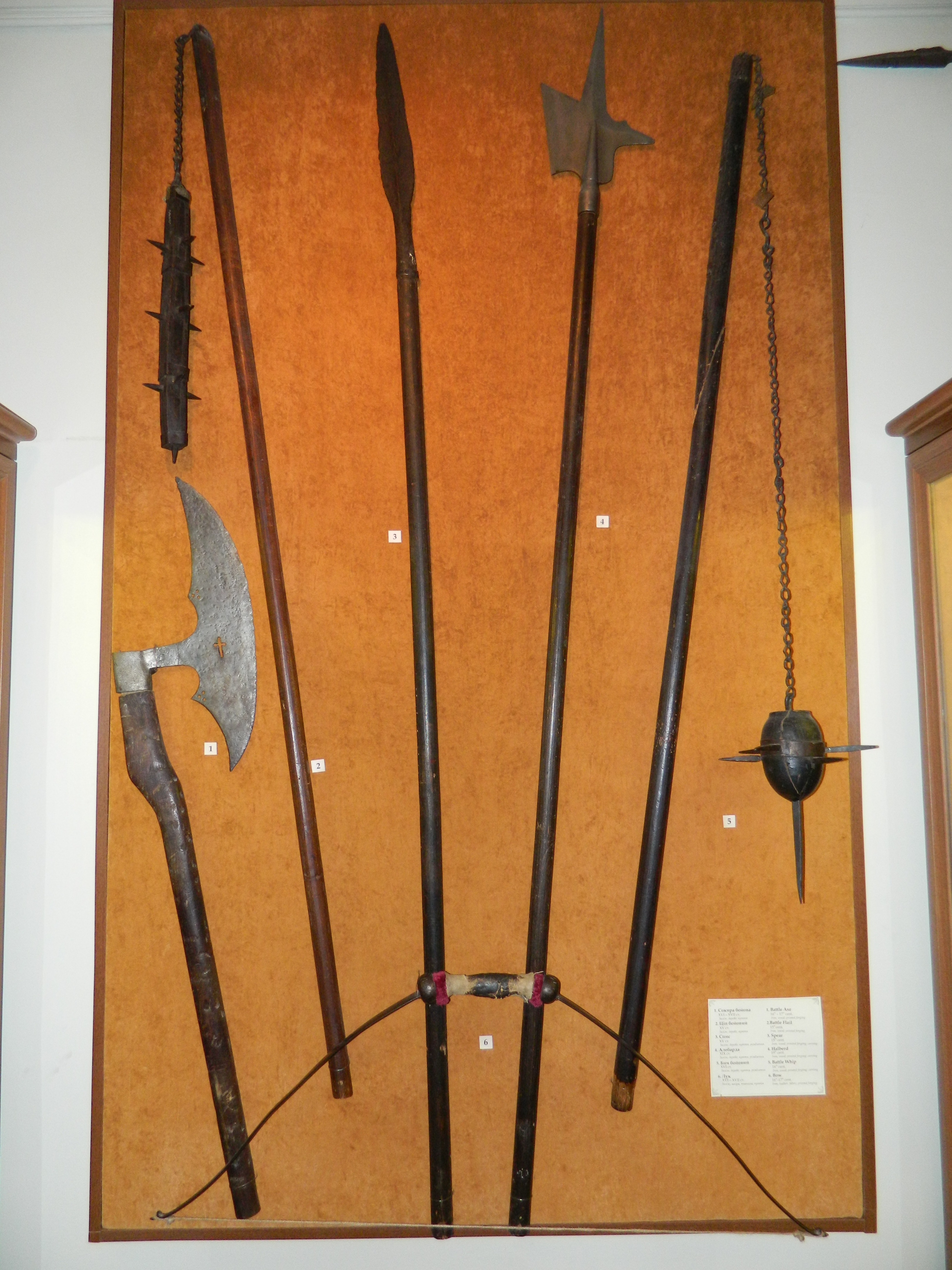
Боевой цеп (второй слева). Львовский исторический музей

В XV веке была создана первая городская полиция, вооружённая тяжёлыми боевыми цепами (от чего и получила название цепаки). Львовская стража была одета в длинные голубые кафтаны с красными или зелёными лацканами и обшлагами, окантованными плетёными шнурами. Десятники носили красные кафтаны с голубыми лацканами, а поверх кафтанов цепаки надевали кирасы. На голове правоохранители носили меховые медвежьи шапки с красными нашивками, шнурами и кокардами с изображением городского герба. Из-за ограниченного финансирования цепаки ходили в довольно поношенном обмундировании, для пошива новой одежды магистрат каждый раз создавал специальные комиссии.
Цепаки следили за порядком на улицах и во время массовых мероприятий, использовались как почётный караул, иногда сопровождали официальных лиц в другие города. Ударный груз боевого цепа был усеян железными шипами, из-за чего его называли «бичом грешников». В случае необходимости цепаки получали шлемы, а с конца XVI века — и бандолеты (короткие ружья, похожие на удлинённые пистолеты). Кроме того, у стражников было несколько салютных пушек, которые использовались во время торжеств. Умерших цепаков магистрат хоронил за свой счёт, а их семьи получали от города небольшую денежную помощь. Кандидаты в цепаки набирались по рекомендации ветеранов городской стражи, только после проверки и присяги новички принимались на службу.
Находясь на службе, цепаки ночевали в подвальном помещении ратуши, где ждали сигнала тревоги о краже или разбое. В зимнюю пору, когда у цепаков заканчивались дрова, они нередко просто расходились по домам, оставляя заключённых городской тюрьмы и сам город без охраны. Иногда магистрат посылал цепаков в пригородные сёла принудить крестьян платить налоги или отрабатывать панщину, нередко цепаки участвовали в арестах на территории предместья. Изначально, в XV веке, цепаков было всего четверо, в XVII веке — не менее восьми, а к приходу во Львов австрийцев в конце XVIII века городских стражников насчитывалось 15 человек. Во время осады Львова неприятелем или другой угрозы общественному порядку с разрешения магистрата ряды городской стражи пополнялись добровольцами.

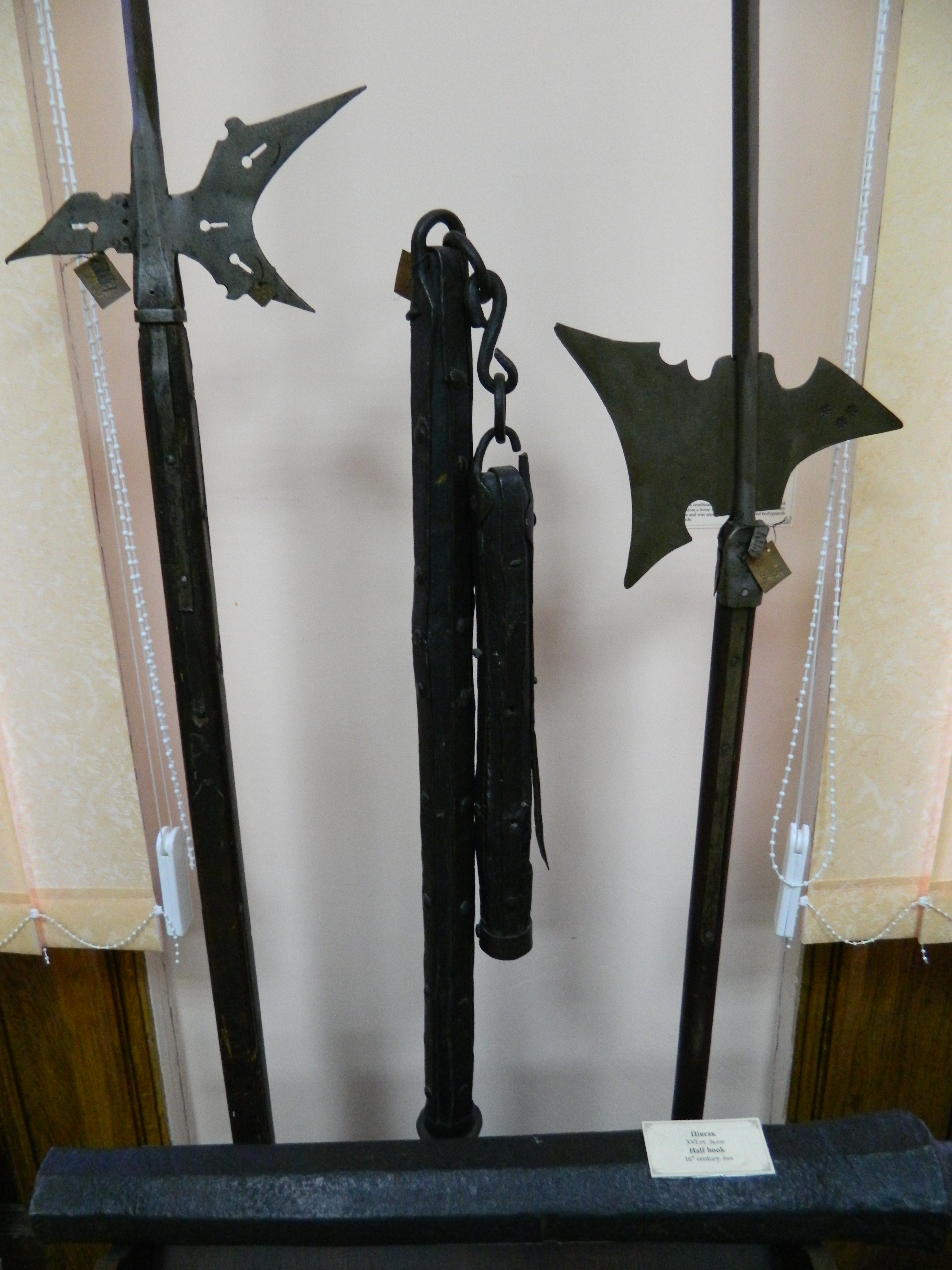
Разновидность боевого цепа (посредине). Львовский исторический музей

О слабой дисциплине цепаков свидетельствуют архивные документы, в которых несколько раз сообщается о драках, устраиваемых стражей в еврейском квартале, или о потасовках между цепаками с одной стороны и слугами королевского старосты из Нижнего замка и солдатами львовского гарнизона с другой. Также бургомистру подчинялись двое личных телохранителей (цеклярі), которые не только добавляли авторитета чиновнику, но и выполняли его тайные и деликатные поручения. За порядком на околицах Львова следили ландвойты или «ночные старосты», которым помогали выборные «старшие». Каждый вечер после закрытия городских ворот они обходили свои участки и закреплённые за ними улицы.
При магистрате существовал институт возных, которые искали и арестовывали преступников, обеспечивали исполнение судебных решений, приводили в суд стороны конфликта, записывали показания потерпевших, проводили обыски в частных домах, конфисковали орудия преступления и другие улики, надзирали за заключёнными. Также возные публично оглашали королевские указы, решения городской власти, решения судов про розыск подозреваемого и приговоры по криминальным делам в наиболее людных местах города. Возного выбирали войт и лавники, ему было разрешено носить и применять оружие (фактически, многие следственные и розыскные действия возный проводил вместе с войтом и лавниками). В криминальных делах возный выступал как общественный обвинитель, его показания приравнивались к показаниям двоих свидетелей (и это при том, что в городском суде вообще не принимались свидетельства «людей русского обряда»). Из-за частых злоупотреблений властью (особенно правом применять силу) городское поспольство относилось к возным преимущественно недоброжелательно или вовсе пренебрежительно.
С XVI века во Львове существовала специальная торговая полиция, которая подчинялась непосредственно городскому переводчику. В компетенцию этого подразделения входило следить, чтоб никто не торговал в праздники, а также охрана переводчика магистрата, который присутствовал при всех сделках с участием иностранных купцов.

### Тюремная система

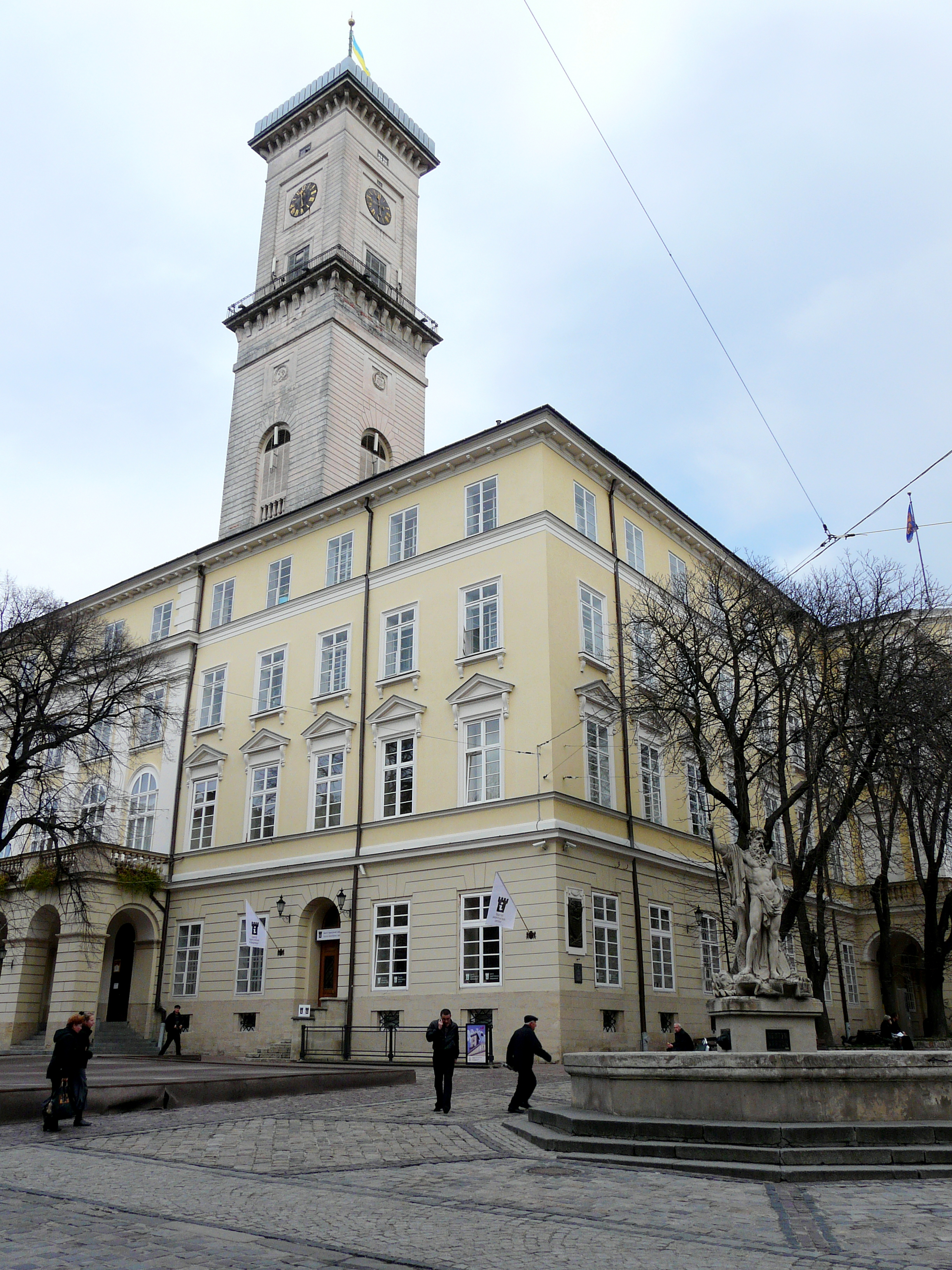
Современный вид ратуши

В средневековом Львове тюремное заключение не было самостоятельным видом наказания. В городскую тюрьму сажали на время следствия, а также за незначительные провинности, например, по просьбе цеха за нарушение устава, за отказ крестьян пригородных сёл выполнять наложенные магистратом повинности или за неуплату долгов. Главная тюрьма располагалась в подземельях ратуши; тюрьма «Шаля» находилась на первом этаже ратуши и иногда использовалась под судебные заседания; тюрьма «За решёткой» («За гратою») размещалась над входом в дом магистрата; камера «Над сокровищем» («Над скарбом») располагалась рядом с кабинетом войта.
В различные периоды в качестве тюрем использовались оборонные башни городской стены или арендованные комнаты в частных домах (для особо важных персон). Например, камеры существовали в башне Галицких ворот и башне над Босяцкой калиткой, а Иван Подкова перед казнью удерживался в доме Матвея Коринныка. Заключённые, относившиеся к юрисдикции королевского старосты, содержались в камерах Высокого и Нижнего замков. В Высоком замке заключённых держали в пятиэтажной Благородной (Шляхетська) и четырёхэтажной Лентяйской (Гультяйська) башнях, в камерах замкового дома и в ошейниках на замковом дворе. На цокольные этажи башен заключённых и их еду спускали по верёвке. В Нижнем замке, который одновременно служил резиденцией королевского старосты и местом заседаний старостинского суда, шляхту держали в угловой башне «Рынза», а заключённых из числа поспольства — в доме возле надвратной башни. В XVI веке некоторых арестованных держали в подвалах дома старосты (эти камеры львовяне в шутку называли «шинком»).

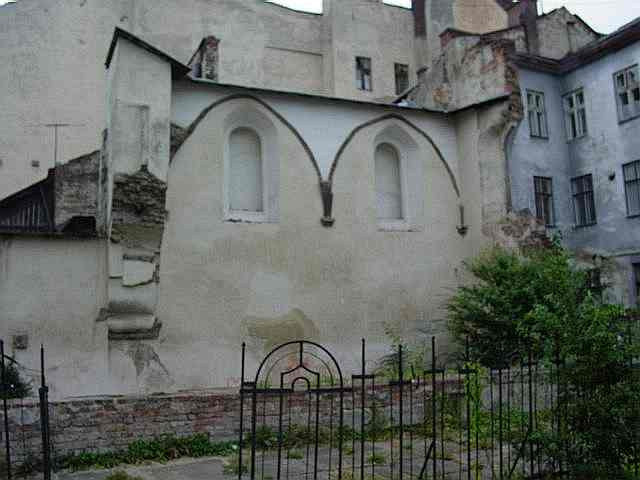
Место, где находилась синагога «Золотая Роза»

Кроме тюрем магистрата и старосты во Львове имелись отдельные тюрьмы крупнейших национальных общин — русинской, армянской и еврейской. За незначительные проступки, в основном имущественного или дисциплинарного характера, русинов ненадолго сажали в тюрьму возле монастыря Святого Юра или в камеры на последнем этаже башни Корнякта (первая служила местом заключения по решению львовского православного епископа, последняя часто использовалась Успенским братством). Еврейская тюрьма находилась при синагоге Золотая Роза (здесь же было место, где правонарушителей приковывали цепью за шею).
Львовские городские и старостинские тюрьмы отличались плохой санитарией и вентиляцией, они редко убирались и ремонтировались, в камерах было темно, сыро и зловонно. Магистрат не выделял денег на питание заключённых, поэтому их кормили родственники (порой — сердобольные стражники). Передачи не проверялись, и иногда в камеры попадал даже алкоголь. Пьяных заключённых, решивших буянить или петь песни, силой усмиряли надсмотрщики из числа цепаков. Заключённые в Высоком замке питались с одной кухни вместе с охранниками, для важных персон там даже варили пиво. Если слуги бургграфа (драбы), охранявшие заключённых Высокого замка, умышленно выпускали узника на свободу, они обязаны были отбыть наказание беглеца.
В 1408—1411 годах в камере Высокого замка сидел личный заключённый короля Владислава II Якуб из Кобылян, обвинённый в адюльтере с королевой. В 1410—1412 годах здесь в ожидании выкупа содержались пленённые в Грюнвальдской битве немецкие крестоносцы, в 1559 году — княгиня Гальшка Острожская. В июне 1423 года в тюрьму Нижнего замка в полном составе попал львовский городской совет, отказавшийся платить один из королевских налогов.

### Уголовное наказание

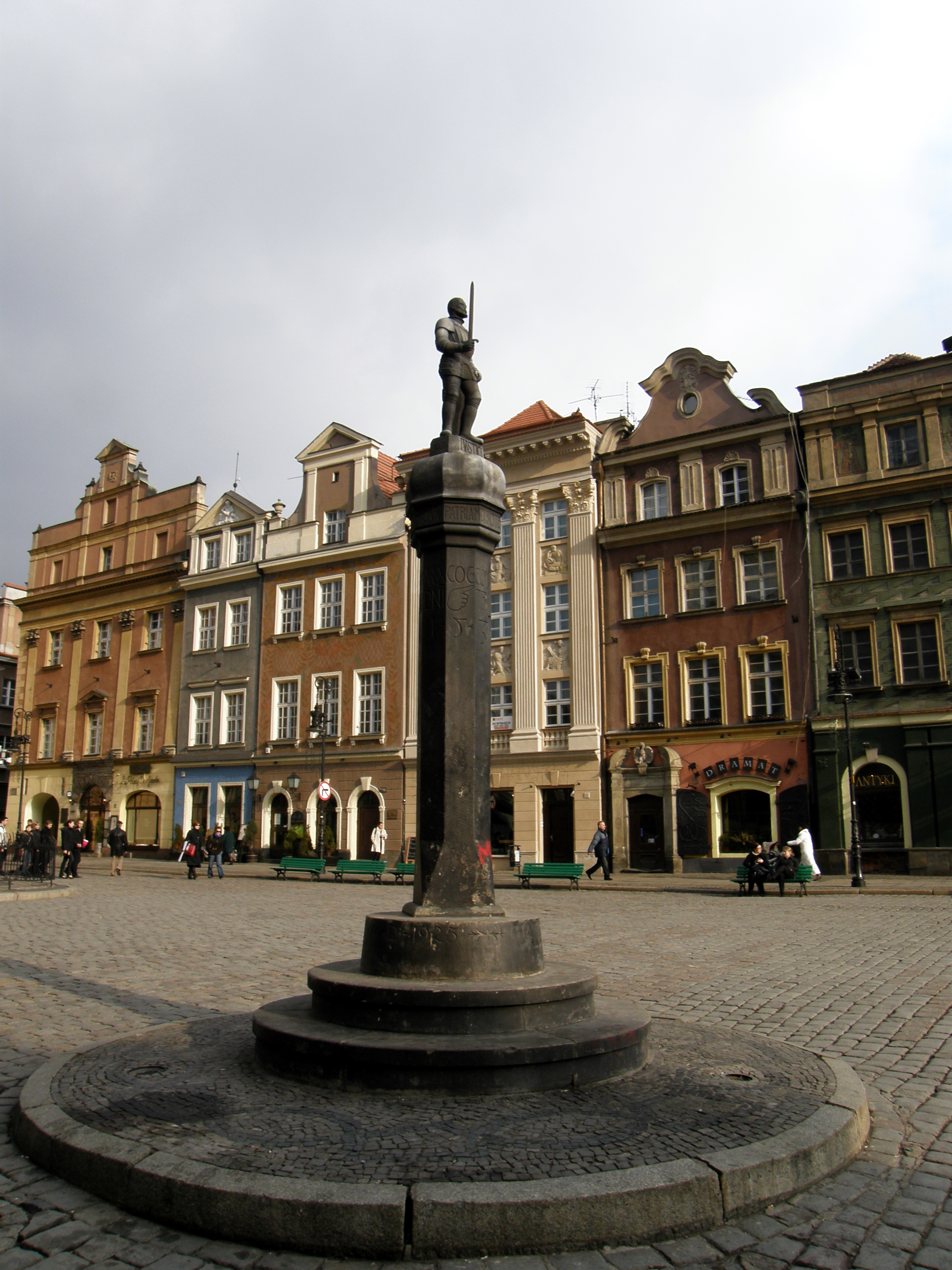
Типичный средневековый прангер (Познань)

Для княжеской эпохи были характерны мягкие наказания, как правило, в виде денежных штрафов. Смертная казнь была скорее исключением.
В польский период смертные казни или телесные наказания приводил в исполнение городской палач (кат или пан малодобрый), который за каждую экзекуцию получал от магистрата дополнительную плату. Постоянных расценок не существовало. Например, в 1531 году за отрубание головы палач получал 12 грошей, а в 1548 году — уже 7,5 грошей. Кроме того, городская власть отдельно оплачивала мечи, верёвки для повешения, кандалы, дрова для сжигания и строительство виселиц, а также услуги присутствовавших на казни стражников, ночного бургомистра, воеводы или его заместителя, гробовщиков и священнослужителей. Иногда стоимость казни вычиталась из имущества казнённого. Хотя палач находился под правовой защитой короля и магистрата, он и члены его семьи не могли участвовать в общественной жизни города. Уставы цехов запрещали заключать договоры с палачом, даже в храме ему отводилось специальное место.
Считалось позорным помогать палачу выполнять его профессиональные обязанности. Львовские цехи, которых магистрат обязал конвоировать приговорённых к смертной казни на плаху, постоянно пытались избавиться от этой повинности. Первые сведения о львовских палачах датируются началом XV века. Чаще всего ими становились бродяги, попрошайки и другие горожане низкого социального положения. Другой категорией лиц, которых власть принуждала становиться палачами, были преступники, сами приговоренные к смертной казни. «Смертники» ставились перед выбором: или быть казнёнными приезжим палачом, или самим исполнять смертные приговоры.

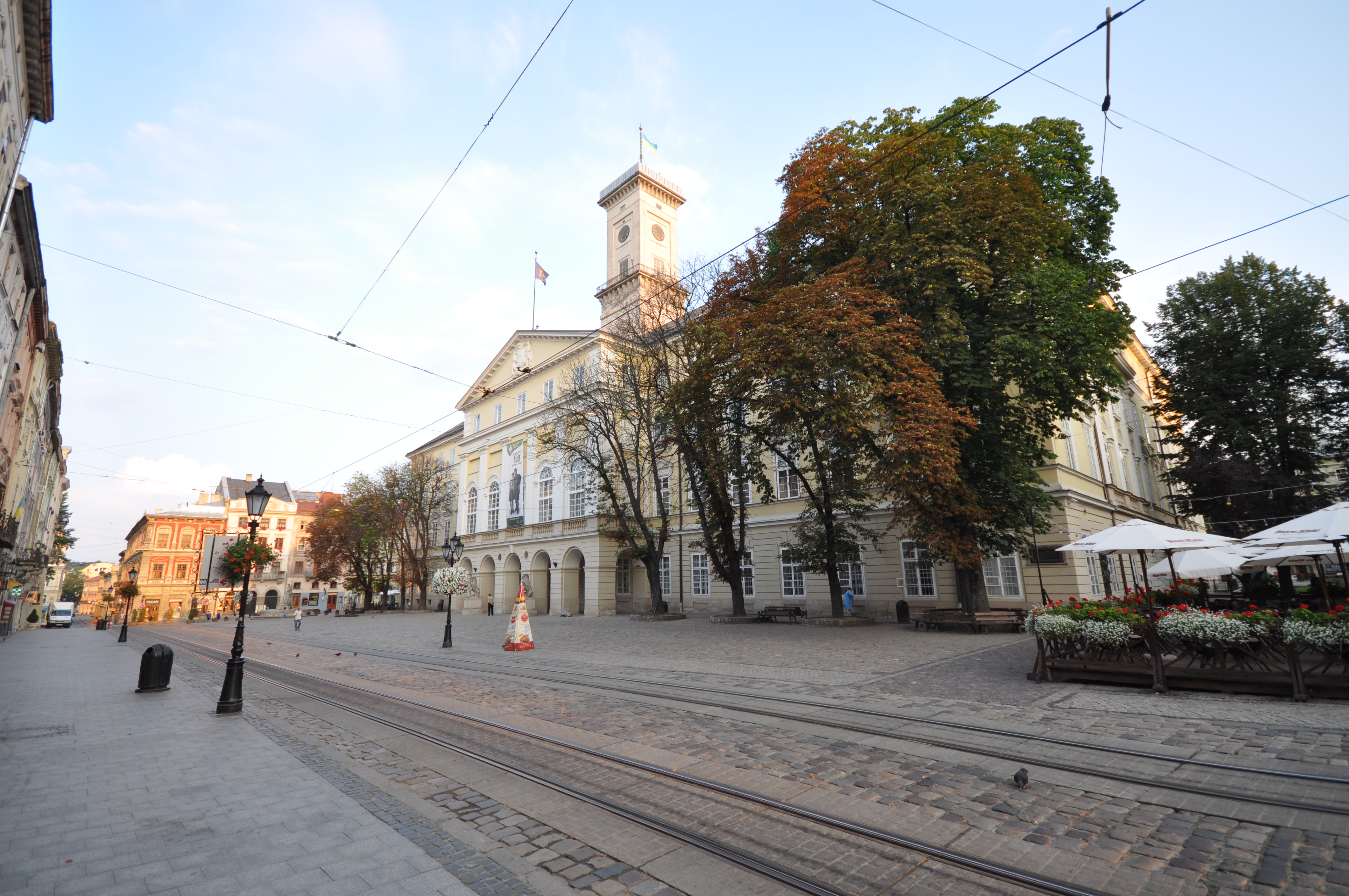
Площадь Рынок

Кроме исполнения смертных приговоров и телесных наказаний в обязанности городского палача входило пытать подозреваемых, присматривать за заключёнными, сопровождать обвинённых в суд и приговорённых к месту казни, хоронить тех, кто умер в тюрьме или во время пыток и не имел родственников. Иногда палач и его помощники за дополнительную плату следили за порядком на городских рынках и улицах, привлекались к уборке мусора, навоза и павших животных. Некоторые палачи подрабатывали лечением больных или мелкой торговлей. Палач числился в штате магистрата и подчинялся непосредственно войту Львова. Также город оплачивал услуги двух помощников палача, предоставлял палачу дом и ремонт жилья (согласно архивным документам, семьи львовских палачей жили в еврейском квартале или между стенами Галицких ворот).
Смертную казнь исполняли через отрубание головы (наиболее часто), повешение, сожжение, ломание колен, четвертование и сажание на кол. Иногда для унижения чести казнённого его отрубленную голову поднимали на палку и оставляли на всеобщее обозрение. В особых случаях части тел четвертованных преступников развешивали на столбах при въезде во Львов. Представителей шляхты и богатых мещан казнили на западной стороне площади Рынок, где исполнение экзекуций проходило у деревянного столба позора (прангер), установленного возле ратуши в 1425 году. В 1598 году был установлен каменный столб, который венчали скульптуры палача с мечом в руках и богини Фемиды с весами справедливости (этот прангер стоял на площади до 1826 года, а сейчас хранится в Львовском историческом музее). В 1594 году на площади Рынок возле соляной лавки появилась цепь с ошейником «для сварливых баб» (виновных в нарушении общественного порядка оставляли в ошейнике на несколько часов, что имело скорее воспитательную цель, чем причиняло физическую боль).
Голову рубили за различные правонарушения: попытку проникнуть в город через стену, разбой, убийство (в том числе стражника при исполнении им служебных полномочий) и даже за двоежёнство. Меч палача (меч правосудия) имел широкую рукоятку для двух рук и прямой клинок со срезанным почти под прямым углом остриём. На клинке были изображены герб города и виселица (несколько сохранившихся мечей выставлены в Львовском историческом музее). В 1508 году произошёл случай, когда палач не сумел с одного удара отрубить голову шляхтичу и тут же сам объявил, что это знак свыше. «Смертника» помиловали, но он после лечения подал в суд на город за нарушение своих прав.

Памятник Ивану Подкове во Львове

5 мая 1564 года на площади Рынок был обезглавлен беглый молдавский господарь Стефан VII Томша. Он пытался тайно пробраться через Галицию в Венгрию, однако возле городка Стрый был задержан местным воеводой и посажен в тюрьму львовской ратуши. Тело Томши было захоронено в православном монастыре Святого Онуфрия. В июне 1578 года во Львове на площади Рынок был казнён Иван Подкова — претендент на молдавский трон, который с наёмными казацкими отрядами совершил поход на Яссы. Отступив в пределы Речи Посполитой, Подкова был арестован и по требованию Мурада III приговорён к смертной казни. Подкову держали в богатом частном доме, перед экзекуцией дали бокал вина, а после отрубания головы похоронили в подвале Успенской церкви. За казнью наблюдал приехавший во Львов султанский посол, а король Стефан Баторий, гостивший в это время в городе, наоборот, накануне экзекуции уехал на охоту.
В сентябре 1582 года во Львове был обезглавлен смещённый с трона молдавский господарь Янку Сасул. Прихватив казну, он также пытался прорваться в Венгрию, но был задержан старостой Снятына и доставлен во Львов. По просьбе Сасула казнь исполнили не мечом палача, а его собственным боевым мечом, который до конца XVII века хранился в ратуше (тело господаря захоронили в бернардинском монастыре). Согласно легенде, циркулировавшей во Львове, отрубленную голову Сасула его жена пришила к телу покойника собственными волосами. В 1583 году во Львове по решению суда одновременно были обезглавлены несколько пленных казаков.
Повешение считалось наиболее унизительным способом казни, чаще всего к нему приговаривали воров, грабителей и разбойников. Нередко, для «отпугивания» потенциальных правонарушителей, тела повешенных оставляли висеть до истления верёвки или до разложения трупа. Постоянная каменная виселица стояла за пределами городских стен, на горе Казней (район пересечения современных улиц Клепаровской, Золотой и Пстрака), но существовали и временные виселицы. Подземная часть сооружения из тёсаного камня имела вид колодца, куда палач сбрасывал останки казнённых, а верхняя часть представляла собой каменные столбы, на которых вешали приговорённых.

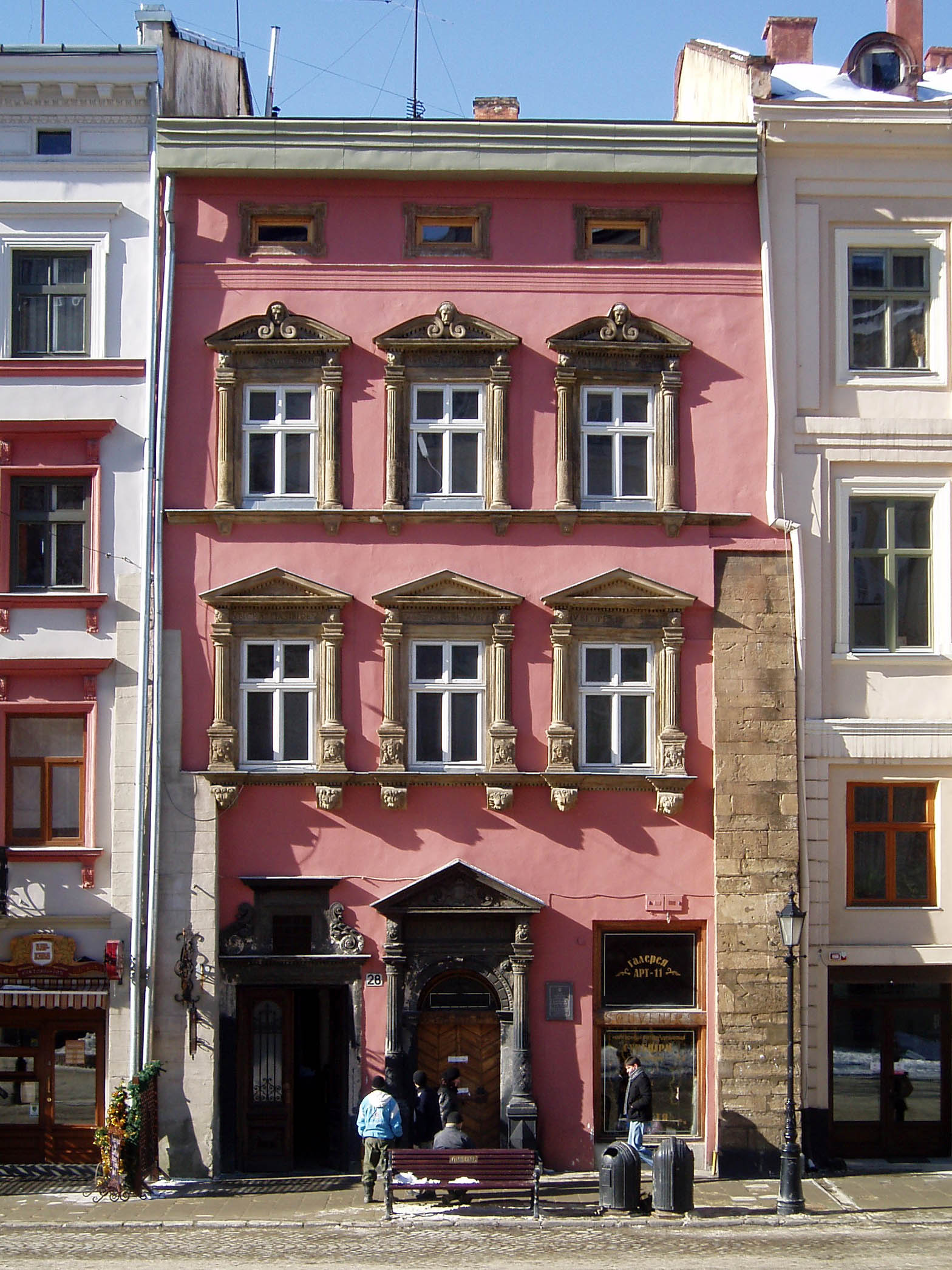
Дом Гепнера

Через сожжение казнили еретиков, богохульников (в том числе совершивших кражу из костёла), вероотступников, поджигателей, фальшивомонетчиков и изготовителей фальшивого воска с городским клеймом, женщин, которые совершили кражу, отравили кого-то или убили близкого родственника, а также за половые контакты между представителями разных конфессий (единственный такой случай, произошедший в 1518 году, позже был оспорен в королевском суде).
Колени ломали тем, кто совершил преднамеренное убийство (особенно членов своей семьи), в том числе убийство с помощью яда, ограбил храм или кладбище, совершил ночной поджог, причинил жертве тяжкие телесные повреждения или участвовал в кровосмешении. Четвертовали также за тяжёлые преступления (в том числе разбой), иногда приговаривали к отрубанию только рук и головы. Относительно редко преступников сажали на кол, в основном к этому приговаривали женщин, убивших своих малолетних детей (кроме того, за убийство новорождённого женщину могли закопать живьём в землю или утопить). Строго, вплоть до смертной казни, наказывали за инцест, двоежёнство и изнасилование (на таких приговорах настаивала Церковь, следившая за моралью горожан).
Экзекуции на площади Рынок и горе Казней всегда проходили при большом стечении горожан и жителей пригородных сёл (нередко толпа активно поддерживала или проклинала приговорённого). Кроме смертных казней (наказаний «на жизнь») городские палачи практиковали отрезание органов, битьё батогами и кнутами, заковывание в колодки (наказания «на теле»). Руки отрубали за умышленное ранение, превратившее человека в калеку, за ложную присягу и подделку монет с помощью уменьшения их веса; язык отрезали за самосуд, а уши или нос — за сводничество или мелкую кражу.

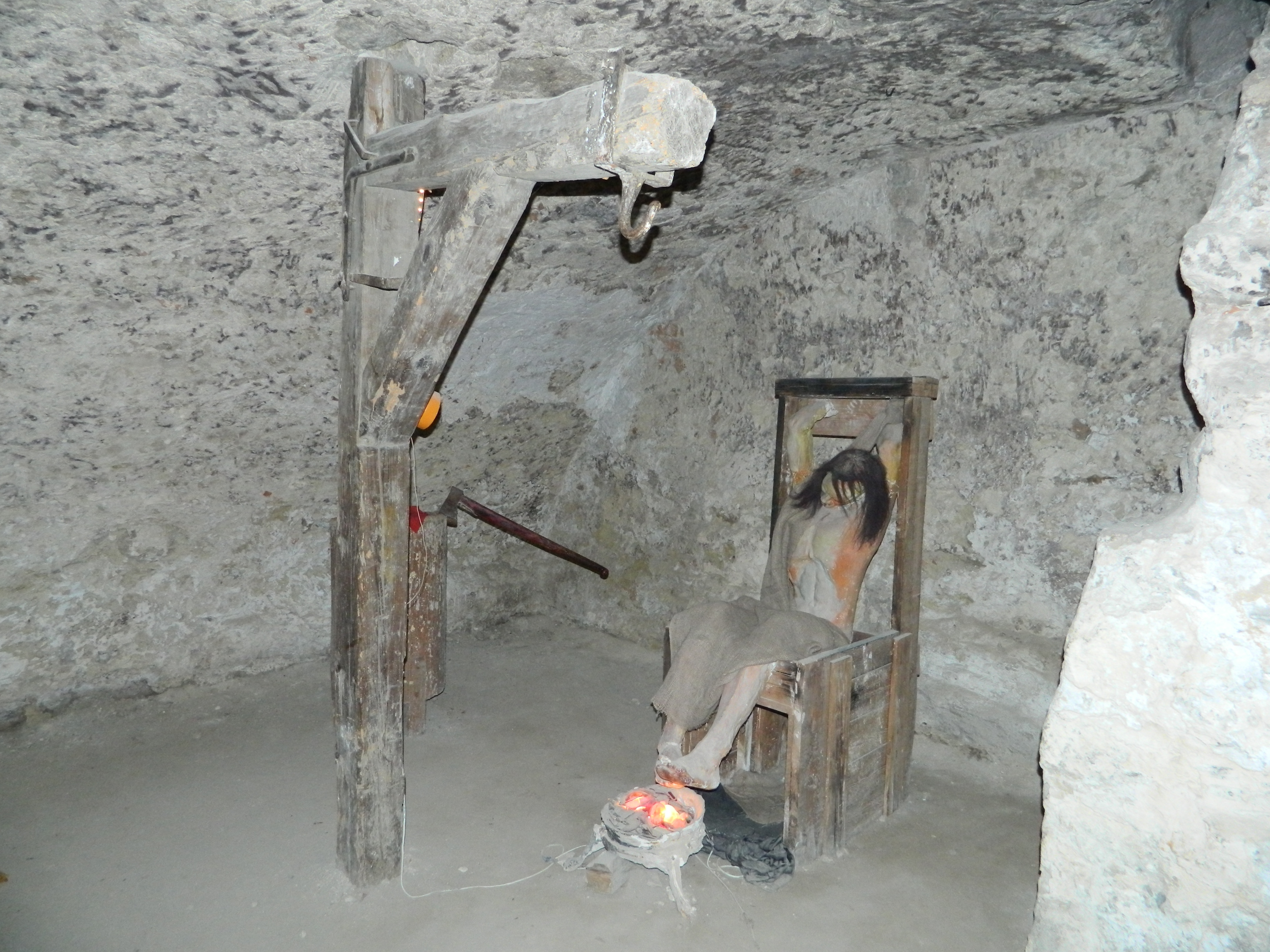
Реконструкция виселицы и пытки жаром в подвале монастыря доминиканцев

За проститутками (курвами), приговорёнными к телесным наказаниям, сохранялись все гражданские права. Тех, кто содержал публичный дом (лупанар) или занимался сводничеством, били батогами у позорного столба или на ступенях ратуши, а также изгоняли из города. Магдебургское право разрешало мужу устраивать самосуд, если он заставал жену с другим мужчиной (при таких обстоятельствах виновных можно было безнаказанно ранить или убить). Измена со стороны мужчины ограничивалась лишь порицанием, его наказывали только тогда, когда он имел двух и более жён. За жестокое избиение жены или детей карали плетьми, штрафом или тюремным заключением.
Очень часто на ступенях перед ратушей или Нижним замком секли за кражи, насилие над слугами, хулиганство, отказ от выполнения трудовых повинностей или нерадивое исполнение своих обязанностей (например, возного, который действовал необъективно, или адвоката, который умышленно вредил своему клиенту). Наказание орчиком представляло собой подвешивание провинившегося за выкрученные назад руки. Такая экзекуция применялась, например, к пекарям, которые изготавливали некачественный хлеб. За преступления по неосторожности наказание было мягким. От криминальной ответственности за кражи и разбои освобождали несовершеннолетних (до 14 лет), а также тех, кто совершил мелкую кражу из-за голода.

## Комментарии
1. ↑  Единственным ограничением для русинов был запрет на посещение городской бани.
2. ↑  После долгих судебных споров в 1577 году король утвердил пожизненный статус членов городского совета. Городская община получила возможность создать «коллегию 40 мужей», в которую входили представители купечества и ремесленников. Хотя коллегия считалась контролирующим органом, она не имела никакой реальной власти. Также была создана специальная комиссия (лонгерия), перед которой магистрат отчитывался об использованных средствах[2].
3. ↑  Исключение составляли дела, когда колдовство служило орудием преступления и причиняло вред. Такие дела относились к компетенции городского суда.
4. ↑  Другими эпитетами были «экзекутор», «мастер» или «мастер справедливости».